# Schlacht von Stalingrad
1941: Białystok-Minsk – Dubno-Luzk-Riwne – Smolensk – Uman – Kiew – Odessa – Leningrader Blockade – Wjasma-Brjansk – Charkow – Rostow – Moskau – Tula

1942: Rschew – Charkow – Ljuban/Wolchow – Kertsch/Sewastopol – Fall Blau – Kaukasus – Stalingrad – Operation Mars

1943: Woronesch-Charkow – Operation Iskra – Nordkaukasus – Charkow – Kursk – Orjol – Donez-Mius – Donbass – Belgorod-Charkow – Smolensk – Dnepr – Kiew

1944: Dnepr-Karpaten – Leningrad-Nowgorod – Krim – Wyborg–Petrosawodsk – Operation Bagration – Lwiw-Sandomierz – Jassy–Kischinew – Belgrad – Petsamo-Kirkenes – Baltikum – Karpaten – Ungarn

1945: Kurland  – Weichsel-Oder – Ostpreußen – Westkarpaten – Niederschlesien – Ostpommern – Plattensee – Oberschlesien – Wien – Oder – Berlin – Prag
Die Schlacht von Stalingrad ist eine der bekanntesten Schlachten des Zweiten Weltkriegs. Die Vernichtung der deutschen 6. Armee und verbündeter Truppen im Winter 1942/1943 gilt als psychologischer Wendepunkt des im Juni 1941 vom Deutschen Reich begonnenen Deutsch-Sowjetischen Krieges.
Der Industriestandort Stalingrad war ursprünglich ein operatives Ziel der deutschen Kriegführung und sollte als Ausgangspunkt für den eigentlichen Vorstoß in den Kaukasus dienen. Nach dem deutschen Angriff auf die Stadt im Spätsommer 1942 wurden in Folge einer sowjetischen Gegenoffensive im November bis zu 300.000 Soldaten der Wehrmacht und ihrer Verbündeten von der Roten Armee eingekesselt. Hitler entschied, dass die deutschen Truppen ausharren und auf eine Entsatzoffensive warten sollten, die aber im Rahmen der Operation Wintergewitter im Dezember 1942 scheiterte. Obwohl die Lage der nur unzureichend versorgten Soldaten im Kessel aussichtslos war, bestanden Hitler und die militärische Führung auf einer Fortführung der verlustreichen Kämpfe. Die meisten Soldaten stellten Ende Januar/Anfang Februar 1943 zum Teil auf Befehl, zum Teil aus Material- und Nahrungsmangel die Kampfhandlungen ein und gingen in Kriegsgefangenschaft, ohne dass es zu einer offiziellen Kapitulation kam. Rund 10.000 versprengte Soldaten, die sich in Kellern und der Kanalisation versteckt hielten, setzten ihren Widerstand noch bis Anfang März 1943 fort. Von den rund 110.000 Soldaten der Wehrmacht und verbündeter Truppen, die in Gefangenschaft gerieten, kehrten nur 5.000 (nach anderen Angaben: 6.000) in ihre Heimat zurück. Im Verlauf der Kämpfe um die Stadt kamen über 700.000 Menschen ums Leben, die meisten davon Soldaten der Roten Armee.
Obwohl es während des Zweiten Weltkriegs größere operative Niederlagen der deutschen Wehrmacht gab, gewann Stalingrad besondere Bedeutung als deutscher und sowjetischer Erinnerungsort. Die Schlacht wurde in der Folge von der NS-Propaganda instrumentalisiert und ist mehr als jede andere Schlacht des Zweiten Weltkriegs noch heute im kollektiven Gedächtnis verankert.

## Vorgeschichte

### Fall Blau
Nach dem Angriff des Deutschen Reiches auf die Sowjetunion am 22. Juni 1941 und der Niederlage in der Schlacht um Moskau im Winter desselben Jahres wurde unter dem Decknamen Fall Blau für den Sommer 1942 eine neue deutsche Offensive geplant mit dem Ziel, die sowjetischen Ölfelder im Kaukasus einzunehmen. Der Kampfkraftverlust gegenüber dem Kriegsbeginn wurde bei der Heeresgruppe Süd auf fünfzig Prozent gegenüber dem Feldzugbeginn geschätzt. Daher mussten Einheiten der ebenfalls geschwächten Heeresgruppen Nord und Mitte in den Süden verlegt werden. Schon im Frühjahr war klar, dass das wenig ausgebaute sowjetische Eisenbahn- und Straßennetz eine vollständige Versorgung der kommenden Offensive kaum ermöglichen würde. Interne Bedenken, eine neue Offensive unter diesen Umständen zu beginnen, wehrte das Oberkommando der Wehrmacht ab.
Die Planung hatte den Geburtsfehler eines zu geringen Kräfteansatzes und weit überdehnter Flanken. Hitler tat diesbezügliche Befürchtungen mit dem dann nicht erfüllten Versprechen ab, die Flanken während des Feldzuges noch stärker zu besetzen. Die Stadt Stalingrad einzunehmen oder zumindest unter die Einwirkung schwerer deutscher Waffen zu bringen, um sie als wichtiges industrielles Handels- und Nachschubzentrum auszuschalten, war ein wichtiges operatives Ziel, sollte aber nur eine Vorstufe für den strategisch bedeutsamen Vormarsch in den Kaukasus sein. Am 23. Juli wurde der Plan durch die Weisung Nr. 45 geändert. Der Angriff sollte nunmehr gleichzeitig in zwei Richtungen erfolgen. Die 6. Armee und die 4. Panzerarmee sollten die Rote Armee im Raum Stalingrad zerschlagen, während die Heeresgruppe A im Unternehmen Edelweiß bis in den Kaukasus und zu den Ölfeldern von Maikop und Grosny vorrücken sollte (Sicherung der Flanke entlang des Don durch die Heeresgruppe B).
Die Stadt Stalingrad wurde einerseits aufgrund ihrer industriellen und geografischen Bedeutung und andererseits wegen ihres Symbolwertes als bedeutendes Operationsziel eingestuft:
- Stalingrad war für die Sowjetunion von großer strategischer Bedeutung, da die Wolga eine bedeutende Wasserstraße darstellt. Die Stadt zog sich 40,2 Kilometer in nordsüdlicher Richtung am Westufer der Wolga entlang, war aber an der breitesten Stelle nur 6,4 bis 8 Kilometer breit. Die Wolga, die an dieser Stelle 1,6 Kilometer breit ist, schützte die Stadt vor einer Einschließung. Der Fluss war Teil eines wichtigen Nachschubweges für Rüstungsgüter, die aufgrund des Leih- und Pachtgesetzes aus den USA über den Persischen Korridor und das Kaspische Meer nach Zentralrussland transportiert wurden. Deutsche Pläne, die auf einen erneuten Vorstoß auf Moskau hinzielten, wurden daher verworfen, denn Hitler hielt die kaukasischen Ölfelder für die weitere Kriegsführung für wichtiger. Die Eroberung Stalingrads sollte diesen Transportweg unterbinden und ein weiteres Vorstoßen der Wehrmacht in den Kaukasus mit seinen Ölvorkommen bei Maikop, Grosny und Baku sichern.
- Die symbolische Bedeutung des Namens Stalingrad war sowohl für Stalin als auch für Hitler zusätzlicher Anreiz für einen militärischen Sieg. Stalin hatte diese Stadt während des Russischen Bürgerkriegs als Armeekommissar der Südfront verteidigt und unter anderem mit Massenerschießungen angeblicher Saboteure die Macht der WKP(B) gefestigt. 1925 wurde die Stadt von Zarizyn in Stalingrad umbenannt.

Nach Berechnungen von Stalins Oberkommando  standen 1942, trotz einer Million gefallener Soldaten der Roten Armee und über drei Millionen in Deutschland kriegsgefangener Soldaten, noch 16 Millionen Sowjetbürger im waffenfähigen Alter den deutschen Armeen gegenüber. Die hinter den Ural verlagerte Rüstungsindustrie produzierte bis 1942 4.500 Panzer, 3.000 Kampfflugzeuge, 14.000 Geschütze und 50.000 Granatwerfer. Auf deutscher Seite waren eine Million Soldaten gefallen, verwundet oder vermisst; von den am Angriff beteiligten Panzern war nur noch jeder zehnte funktionsfähig.
Hitler ging jedoch davon aus, dass „der Feind die Massen seiner Reserven im ersten Kriegswinter weitgehend verbraucht“ habe. Aus dieser Fehleinschätzung heraus befahl er, gleichzeitig Stalingrad und den Kaukasus anzugreifen. Das zersplitterte die begrenzten deutschen Offensivkräfte und führte zu einer räumlichen Überdehnung und Ausdünnung der Front. Der Erfolg des Plans hing davon ab, dass die weit ausgedehnte Flanke der Heeresgruppe B entlang des Don von den Armeen verbündeter Staaten verteidigt werden konnte, während deutsche Armeen die eigentlichen Angriffsoperationen führen sollten. Die Hauptangriffskraft war dabei die circa 200.000 bis 250.000 Mann starke deutsche 6. Armee unter General Friedrich Paulus. Sie erhielt Unterstützung von der 4. Panzerarmee unter Generaloberst Hermann Hoth mit diversen unterstellten rumänischen Verbänden.

### Deutscher Vormarsch auf Stalingrad

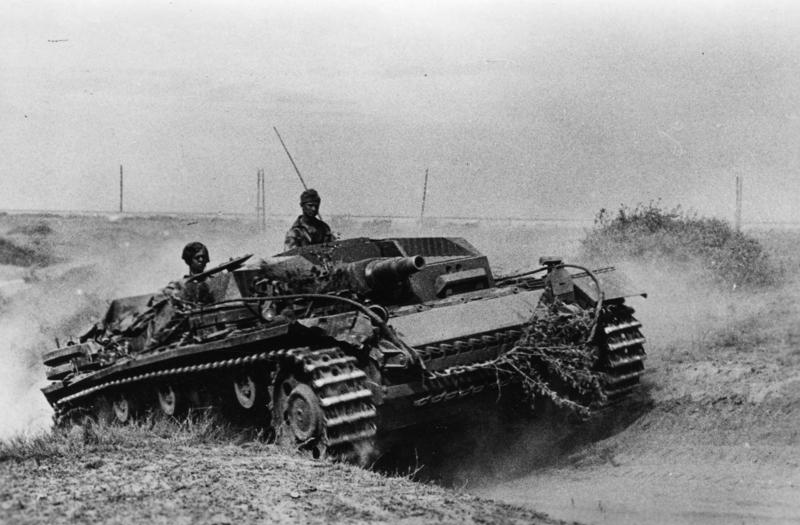
Deutsches Sturmgeschütz III (Herbst 1942)

Aufgrund des deutschen Vorstoßes in Richtung Stalingrad und zur Wolga wurde am 12. Juli 1942 auf Befehl des sowjetischen Oberkommandos die Stalingrader Front aus dem Kommando der aufgelösten Südwestfront gebildet. Den Oberbefehl hatte zunächst Marschall Timoschenko und ab 22. Juli Generalleutnant Wassili Nikolajewitsch Gordow. Sie bestand aus der 62., 63. und der 64. Armee und wurde bis Ende August mit der 51., 66. und 24. Armee, der 1. und 4. Panzer-Armee sowie der 1. Gardearmee verstärkt.
Starker sowjetischer Widerstand im Donbogen sowie Treibstoffmangel führten zu einer Verzögerung des deutschen Vorgehens um mehrere Wochen. Am 17. Juli 1942 stießen die Spitzen der deutschen 6. Armee auf die Vorhuten der sowjetischen 62. und 64. Armee, welche zunächst von der 4. Panzerarmee und später durch die 1. Panzerarmee Rückhalt erhielt. Der starke frontale Widerstand der sowjetischen Truppen während der Kesselschlacht bei Kalatsch (25. Juli bis 11. August) zwang die deutsche Wehrmacht, ihre Truppen weiträumiger zu entfalten. Aufgrund der zunehmenden Breite des Schlachtfeldes wurde die Stalingrader Front am 7. August auf Befehl der Hauptquartiers des Kommandos des Obersten Befehlshabers (Stawka) geteilt und zusätzlich eine Südostfront gebildet, deren Kommando Generaloberst Jerjomenko übertragen wurde. Das sowjetische Oberkommando griff zur Verteidigung von Stalingrad auf etwa 1.000.500 Mann zurück, denen 13.541 Geschütze, 894 Panzer und 1115 Flugzeuge zur Verfügung standen. Zudem nutzte die sowjetische Seite die Verzögerung des deutschen Vorgehens, um Stalingrad mit zusätzlichen Verteidigungsanlagen zu umgeben. Deren Ausbau wurde bis zur Ankunft der gegnerischen Truppen zwar nicht vollendet, in Teilen waren die Befestigungen aber nutzbar.
Am 21. August 1942 überschritt die deutsche 6. Armee mit dem LI. Armeekorps (General der Artillerie Walther von Seydlitz-Kurzbach) den Don bei Kalatsch und trat den Vormarsch nach Stalingrad an. Den deutschen Truppen stellten sich die 62. Armee unter Generalleutnant Anton Iwanowitsch Lopatin, die 63. Armee unter Generalleutnant Wassili Iwanowitsch Kusnezow und die 64. Armee unter Generalleutnant Wassili Iwanowitsch Tschuikow entgegen. Eine damalige sowjetische Armee war aufgrund anderer Organisationsstrukturen, im Vergleich zu einer deutschen, personell und materiell eher einem deutschen Korps gleichzusetzen. Daher waren zu Beginn der Schlacht beide Seiten in etwa gleich stark aufgestellt – wenn man davon ausgeht, dass eine deutsche Armee je nach Lage, Ausstattung und Auftrag aus vier bis fünf Armeekorps bestand.
Vorausabteilungen der deutschen 16. Panzer-Division erreichten am 23. August um 18 Uhr im Norden von Stalingrad bei Rynok die Wolga, mussten aber bald gegenüber starken sowjetischen Gegenangriffen aus nördlicher Richtung in Verteidigung übergehen. Am gleichen Tag hatte ein massiver deutscher Luftangriff, mit etwa 1600 Maschinen bei mehren Anflügen, der Kampfgeschwader 27, 51, 55, 76 und die I./KG 100 zum Tod von 955 Menschen und 1181 Verletzten in Stalingrad geführt, welche auf Befehl Stalins nicht evakuiert werden sollten. Die Luftflotte 4 warf im Verlaufe der Schlacht insgesamt ungefähr eine Million Bomben mit einem Gesamtgewicht von 100.000 Tonnen auf die Stadt ab.
Lange Zeit hinderte das Stawka die Bevölkerung daran, die mit Flüchtlingen überfüllte Stadt zu verlassen, da Stalin der Meinung war, dass deren Verbleiben die Moral der kämpfenden Soldaten steigern würde. So mussten Frauen und Kinder beim Ausbau der Verteidigungsstellungen mithelfen, Panzergräben ausheben und teilweise sogar kämpfend eingreifen. Im August 1942 hielten sich rund 600.000 Menschen in der Stadt auf. In den ersten Tagen der Schlacht kamen bei Luftangriffen über 40.000 Zivilisten ums Leben. Erst Ende August begann man Einwohner in Gebiete jenseits der Wolga umzusiedeln. Doch für eine vollständige Evakuierung Stalingrads war es bei einer so großen Bevölkerungszahl zu spät. Um die 75.000 Zivilisten mussten in der zerstörten Stadt bleiben. Weder die Rote Armee noch die Deutschen nahmen auf die Zivilbevölkerung Rücksicht. Zahlreiche Einwohner mussten in Erdlöchern wohnen. Viele erfroren im Winter 1942/1943; andere verhungerten, weil es keine Lebensmittel mehr gab.
Als Reaktion auf den Vorstoß der 16. Panzer-Division zum Wolgaufer verhängte das sowjetische Oberkommando auf Weisung Stalins noch am selben Tag den Belagerungszustand über die Stadt. Fortan lag die Verantwortung für die unmittelbare Verteidigung bei Generaloberst Andrei Jerjomenko, der nach Gordows Abberufung auf Stalins persönliche Weisung hin die Organisation und Leitung der sowjetischen Stalingrader Front übernommen hatte. Als politischer Kommissar stand ihm Nikita Chruschtschow und als Generalstabschef Generalmajor Iwan Semjonowitsch Warennikow zur Seite. Generalleutnant Lopatin wurde am 5. September als Kommandeur der 62. Armee entlassen, da er bezweifelte, die Stadt gemäß Stalins Befehl gegen die deutschen Truppen halten zu können. Stabschef Generalmajor N. I. Krylow übernahm interimsweise den Oberbefehl. Der von Stalin am 28. Juli 1942 ausgegebene Befehl Nr. 227 unter der Parole „Keinen Schritt zurück!“ führte zur Bildung von Erschießungskommandos und Strafbataillonen für Rotarmisten, denen mangelnde Kampfbereitschaft oder Feigheit vorgeworfen wurde.

## Schlachtverlauf

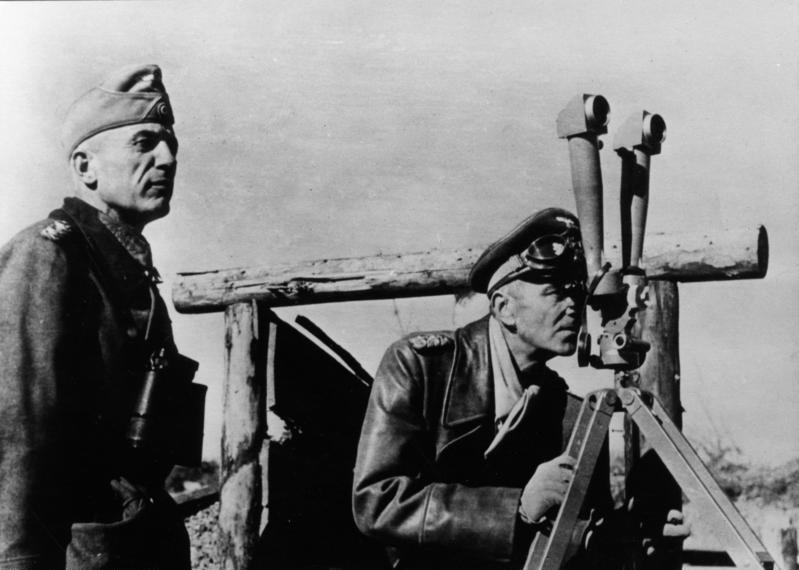
Walther von Seydlitz-Kurzbach (links) mit Friedrich Paulus in Stalingrad, 1942

Der Verlauf der Schlacht gliedert sich in drei große Phasen.
- 1. Phase: Die 6. Armee versuchte ab Spätsommer 1942, die Stadt Stalingrad zu erobern. Nachdem sie bis zu 90 Prozent unter beidseitig hohen Verlusten erobert hatte, wendete sich die Situation zu Gunsten der Roten Armee.
- 2. Phase: Die Truppen der Roten Armee kesselten im Unternehmen Uranus die 6. Armee großräumig ein. Die zur Flankensicherung abgestellten, schwach ausgerüsteten rumänischen Verbände konnten der sowjetischen Offensive nicht standhalten.
- 3. Phase: Nach Hitlers Verbot, einen Ausbruch zu versuchen, igelte sich die 6. Armee ein und wartete auf Hilfe von außen. Im Unternehmen Wintergewitter unternahmen die Deutschen einen Versuch, den Kessel zu erreichen, der aber schließlich am Widerstand der Roten Armee und am folgenden Zusammenbruch italienischer Verbände am mittleren Don scheiterte. Nach hohen Verlusten durch Kampf, Kälte und Hunger kapitulierten die Reste der 6. Armee im Februar 1943.

### Erste Phase: Angriff der 6. Armee

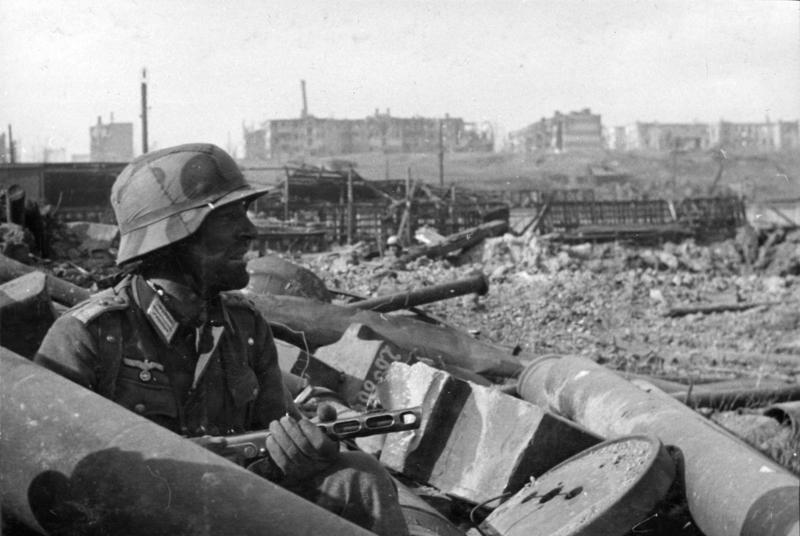
Deutscher Soldat mit sowjetischer Maschinenpistole in Deckung zwischen Trümmern im Spätherbst 1942 (Aufnahme einer deutschen Propagandakompanie)

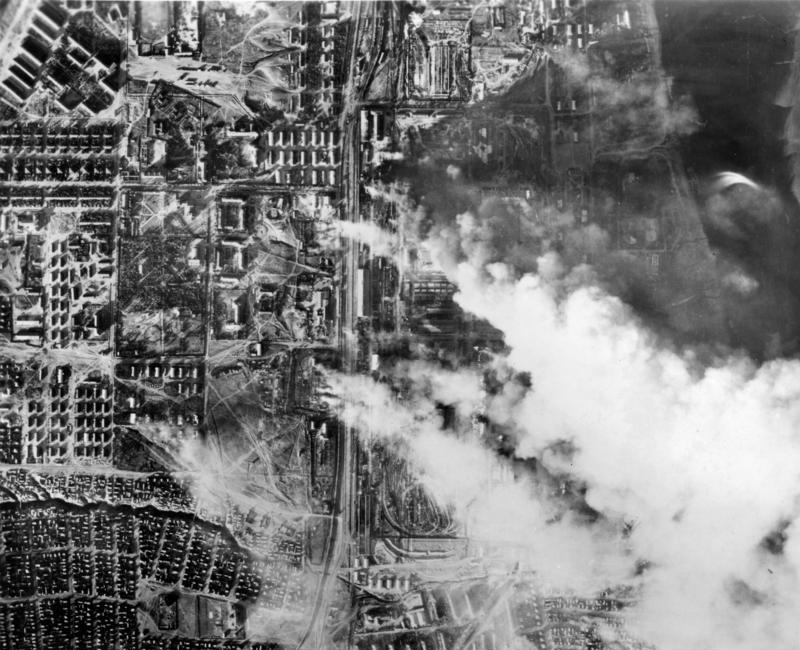
Luftangriff auf Stalingrad (September 1942)

Am 12. September 1942 verlangte Hitler von Paulus die Einnahme Stalingrads. „Die Russen“, so Hitler, seien „am Ende ihrer Kraft“. Am selben Tag übernahm Generalleutnant Wassili Tschuikow – bis zum 4. August Kommandeur der 64. Armee – den Oberbefehl über die 62. Armee.
Am 13. September begann der deutsche Großangriff mit der Bombardierung durch Sturzkampfbomber und massivem Beschuss aus Feldartillerie und Mörsern auf den inneren Verteidigungsgürtel Stalingrads. Dabei ging die 295. Infanterie-Division gegen den Mamajew-Hügel und die 71. Infanterie-Division gegen den Stalingrader Hauptbahnhof und den zentralen Fähranleger in der Innenstadt vor. Das im Norden der Stadt eingesetzte deutsche XIV. Panzerkorps (16. Panzer-, 60. und 3. (mot.) Division) hatte die Aufgabe, am östlichen Ende des Kotluban-Korridors zwischen Don und Wolga gegen die mehrfachen Angriffe der sowjetischen 1. Gardearmee, der 24. und 66. Armee (Generalleutnant A. S. Schadow) zu sichern. Schon am folgenden Tag wurde der Kommandierende General von Wietersheim von Hitler abgesetzt, weil er vorgeschlagen hatte, die verlustreichen Angriffe auf Stalingrad überhaupt abzubrechen. Der neue Befehlshaber Generalmajor Hans-Valentin Hube befahl am 27. September einen neuen Angriff im Orlowka-Frontvorsprung, der schnell zusammenbrach, so dass ihm die 94. und 389. Infanteriedivision als Verstärkung zugeführt werden mussten. Gegenüber der sowjetischen 21. Armee (Generalleutnant A. I. Danilow) hielt das VIII. Armeekorps (General der Artillerie Heitz) mit der 76. und 113. Infanterie-Division den Don-Abschnitt zwischen Schischikin und Kotluban. Je weiter das deutsche LI. Armeekorps in die innere Stadt vordrang, desto heftiger wurde der sowjetische Widerstand.
Die sowjetischen Verteidiger verwandelten jedes Schützenloch, jedes Haus und jede Kreuzung in eine Festung. Die Hauptlast der Angriffe trugen auf deutscher Seite die Stoßtrupps und auf sowjetischer Seite die Sturmgruppen. Die Bewaffnung letzterer bestand in der Regel aus Maschinenpistolen vom Typ PPSch-41, Messern, Spaten (die im Nahkampf wie eine Axt gebraucht wurden) und bis zu einem Dutzend F-1-Handgranaten. „Unsere Armee verbrauchte auf dem ganzen Vormarsch von der Wolga bis Berlin nicht so viele Handgranaten wie in Stalingrad“ schrieb Tschuikow. Den Kern der Sturmgruppen bildeten sechs bis acht Mann starke Angriffsgruppen, unterstützt von zwei bis drei Geschützen und ein bis zwei Gruppen von Pionieren. Am 14. September traf als Verstärkung die 13. Garde-Schützendivision unter Generalmajor Rodimzew ein, um den weiteren deutschen Vormarsch aufzuhalten. Am 21. September erreichte auch die 284. Schützen-Division (Oberst Batjuk) das westliche Wolgaufer und sicherte zwischen Stahlwerk „Roter Oktober“ und den Mamajew-Hügel. Am 27. September verblieb der hart umkämpfte Mamajew-Hügel auf der Nordwestseite in deutschem Besitz, nur der Osthang wurde von der 284. Schützen-Division gehalten. Am 29. September war der Orlowka-Frontvorsprung abgetrennt, die eingeschlossenen Sowjetverbände kämpften bis zur eigenen Vernichtung. Ende September 1942 verlagerte das Oberkommando der 6. Armee den Angriffsschwerpunkt in die Industriekomplexe im Norden der Stadt. Die 284. Schützendivision löste die 13. Gardeschützen-Division auf dem Mamajew-Hügel ab. Besonders heftig waren die Kämpfe um die beiden Bahnhöfe, das Getreidesilo, das Pawlow-Haus, den Mamajew-Hügel (deutscherseits als Höhe 102 bezeichnet, auch Mamai-Hügel genannt) sowie die im Norden gelegenen großen Fabrikanlagen mit dem Stahlwerk „Roter Oktober“, der Geschützfabrik „Barrikaden“ und dem Traktorenwerk „Dserschinski“.
Um der deutschen Luftherrschaft etwas entgegenzusetzen, wurden die besten Piloten von allen Fronten herangezogen und Eliteeinheiten wie das 9. Gardejagdfliegerregiment aufgestellt. Nachtbomber, die nach sowjetischen Angaben in der Schlacht um Stalingrad 20.000 Tonnen Bomben abwarfen, so viel wie die deutsche Luftwaffe 1941 über England, raubten den deutschen Soldaten die nächtliche Ruhe und hielten sie in dauernder Unruhe und Anspannung.
Den deutschen Einheiten gelang es erst im Rahmen der Operation Hubertus (9. bis zum 12. November), die fast völlig zerstörte Stadt weitgehend unter ihre Kontrolle zu bringen (bereits am 8. November hatte Hitler dies in seiner Rede im Löwenbräukeller verkündet). Die 62. Armee unter Generalleutnant Tschuikow hielt nur noch einen schmalen, wenige hundert Meter breiten Streifen an der Wolga sowie kleine Teile des Industriekomplexes im Norden der Stadt.

### Zweite Phase: Operation Uranus – Einkesselung der 6. Armee

Einkesselung der 6. Armee durch sowjetische Streitkräfte

Durch die am Morgen des 19. November 1942 begonnene „Operation Uranus“ wurden die Truppen der Wehrmacht von sowjetischen Streitkräften innerhalb von fünf Tagen eingeschlossen. Diese waren im Westen an der Donfront unter Rokossowski und an der Südwestfront unter Watutin durch die Linien der rumänischen 3. Armee gebrochen sowie im Südosten an der Stalingrader Front unter Andrei Iwanowitsch Jerjomenko durch die Linien der rumänischen 4. Armee.
Hierzu traten zunächst aus dem Don-Brückenkopf von Serafimowitsch die 5. Panzerarmee (General Romanenko) sowie aus dem Brückenkopf von Kletskaja die 21. Armee (ab 14. Oktober unter Generalleutnant Tschistjakow) jeweils zum Durchbruch nach Süden an. Die ihnen gegenüber stehende rumänische 3. Armee (General Petre Dumitrescu) konnte sich nicht lange halten, da sie eine überdehnte Flanke sichern sollte und dafür ungenügend ausgerüstet war. So verfügten diese Verbände zur Abwehr der sowjetischen Panzer überwiegend über von Pferdegespannen gezogene 3,7-cm-PaK, welche gegen die sowjetischen T-34-Panzer praktisch wirkungslos waren. Der Vorstoß der Roten Armee ging rasch voran, auch weil die deutsche Luftwaffe aufgrund schlechter Witterung nicht unterstützend eingreifen konnte. Als sich das Wetter besserte, fand sich die Luftwaffe ungewohnt in der Defensive, da in dieser Schlacht erstmals die Lawotschkin La-5 in größerer Zahl zum Einsatz kam, ein Flugzeugtyp mit vergleichbaren Leistungen wie die deutsche Fw 190 und damit in der Lage, die eigenen Schlachtflieger wirksam zu decken.
Hinter der rumänischen 3. Armee befand sich das XXXXVIII. Panzerkorps, bestehend aus der deutschen 22. und der rumänischen 1. Panzerdivision. Auf Befehl Hitlers wurde es den sowjetischen Truppen entgegengeworfen, um die Situation zu stabilisieren. Das Panzerkorps, primär ausgerüstet mit völlig veralteten tschechischen Panzerkampfwagen 38 (t), lag in Ställen und Scheunen in Bereitstellung. Im Stroh massenhaft vorhandene Mäuse hatten sich durch die Verkleidungen und elektrischen Kabel der Fahrzeuge gefressen, wodurch nur rund 30 Panzer einsatzbereit waren, die aufgrund der geringen Stückzahl und ihrer recht geringen Kampfstärke den Angriff der Roten Armee nicht stoppen konnten. Der Kommandeur jenes Panzerkorps, Ferdinand Heim, diente im Nachhinein als Sündenbock, wurde aus der Wehrmacht ausgestoßen und erst 1944 wieder mit einem Kommando in Boulogne betraut.
Am 20. November begann auch im Süden Stalingrads der sowjetische Angriff. Das zur 57. Armee (General Tolbuchin) gehörende 13. Panzerkorps (Generalmajor T. I. Tanastschischin) durchbrach bei Krasnoarmeisk den nördlichen Flügel der rumänischen 4. Armee. Deren 20. Infanterie-Division unter General Tataranu wurde dabei nordwärts zum deutschen IV. Armeekorps nach Beketowka abgedrängt und später mit diesem noch der deutschen 4. Panzerarmee unterstellten Korps und der 6. Armee eingekesselt. Der zweite Angriffskeil, das 4. mechanisierte Korps (Generalmajor W. T. Wolski) der 51. Armee (Generalmajor N. I. Trufanow), durchbrach die Front des rumänischen VI. Korps bei der Bahnstation Tundutowo und konnte auch von der deutschen 29. Infanterie-Division nicht gestoppt werden. Der Durchbruch bei der rumänischen 4. Armee und bei der deutschen 4. Panzerarmee ermöglichte den sowjetischen Panzerspitzen eine doppelte Zangenbewegung, die sich am 23. November bei Kalatsch am Don traf und damit den Ring um die im Raum Stalingrad befindliche deutsche 6. Armee schloss.
Die Wehrmacht befand sich nun in einem gefährlichen Dilemma: Im Fall einer Niederlage in Stalingrad hätte die Rote Armee in Richtung Rostow zum Schwarzen Meer durchbrechen können und somit neben der Heeresgruppe Don auch die gesamte Heeresgruppe A abgeschnitten – was den Verlust des gesamten Südflügels der deutschen Ostfront bedeutet hätte. Ein Rückzug aus dem Vorkaukasus hätte jedoch andernfalls bedeutet, dass die kaukasischen Erdölfelder in unerreichbare Ferne gerückt wären und ein geplanter Vorstoß in Richtung Iran oder Indien völlig illusorisch geworden wäre. Hitler zögerte daher den Rückzugsbefehl für die Heeresgruppe A hinaus. Erst als sich mit dem Scheitern des Entsatzversuches eine Niederlage der 6. Armee abzeichnete, wurde am 28. Dezember 1942 der Rückzug der Heeresgruppe A eingeleitet, der aufgrund der späten Entscheidung teilweise zu einer verlustreichen Flucht über hunderte Kilometer geriet, bei der nicht selten alle schweren Waffen, Fahrzeuge und Panzer allein schon wegen des sich zuspitzenden permanenten Treibstoffmangels zurückgelassen werden mussten.

### Dritte Phase: Eroberung des Kessels

#### Kesselschlacht

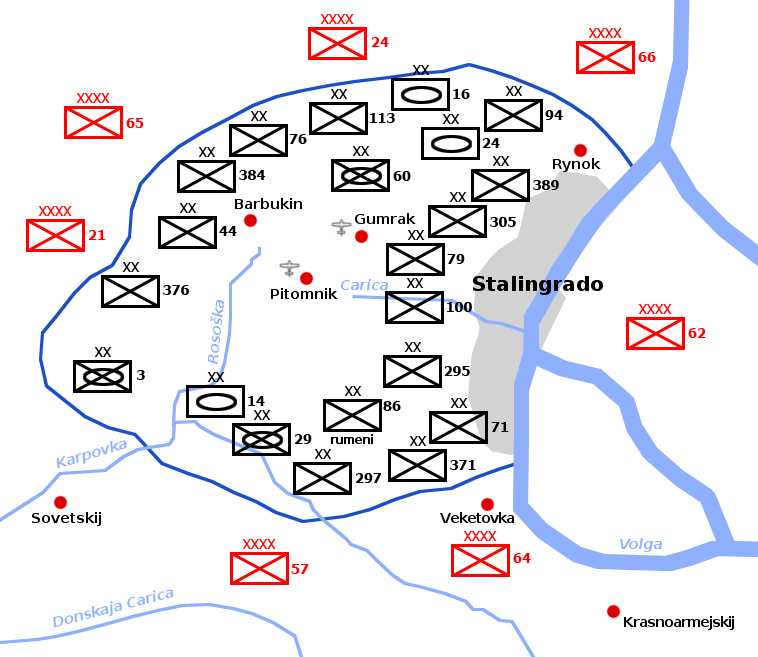
Beteiligte Truppenteile:
Armeen der Donfront
Divisionen der 6. Armee

Seit dem 22. November war die 6. Armee vollständig von sowjetischen Truppen eingekesselt. An diesem Tag wurden ihr auch die ebenfalls in den Kessel gedrängten Verbände der 4. Panzerarmee (IV. Armeekorps) und der Rumänen (zwei Divisionen) unterstellt. Paulus und sein Stab planten, zunächst die Fronten zu stabilisieren und dann nach Süden auszubrechen. Schon zu jenem Zeitpunkt mangelte es aber an der notwendigen Ausrüstung für ein solches Unternehmen.
Nach vorausgegangenen Beratungen mit Jeschonnek, Jodl und Keitel entschloss sich Hitler endgültig am 24. November, den Kessel aus der Luft zu versorgen, nachdem Reichsmarschall Hermann Göring ihm versichert hatte, dass die Luftwaffe in der Lage sei, den benötigten Mindestbedarf von 300 Tonnen Versorgungsmaterial täglich einzufliegen. Das entsprach etwa 500 Tonnen pro Flugtag, wenn man berücksichtigte, dass nicht bei jedem Wetter geflogen werden könnte. Angeblich wurden sowohl Göring als auch Hitler von den Generalstäben des Heeres und der Luftwaffe gewarnt, dass dies nicht möglich sei. Der höchste Versorgungsumfang wurde am 19. Dezember 1942 mit 289 Tonnen erreicht, an manchen Tagen konnten jedoch wegen des schlechten Wetters keine Versorgungsflüge durchgeführt werden. Vom 25. November 1942 bis zum 2. Februar 1943 konnten im Durchschnitt anstelle der versprochenen 500 Tonnen täglich nur 94 Tonnen eingeflogen werden.
Am 24. November wurden die Rationen der Soldaten halbiert und die Brotzuteilung auf täglich 300 Gramm festgelegt und in der Folgezeit auf 100 Gramm, gegen Ende auf lediglich 60 Gramm pro Mann reduziert. Dies bedeutet nur drei Scheiben Brot pro Tag, was niemals dem Bedarf eines kampffähigen Soldaten entspricht. Die Truppe verhungerte in den nächsten Wochen zusehends.
Die Versorgung aus der Luft, für die in erster Linie das VIII. Fliegerkorps der Luftflotte 4 zuständig war, brach weiter zusammen, als beim Raid auf Tazinskaja im Rahmen der Mittleren Don-Operation die Flugplätze Tazinskaja (24. Dezember 1942) und Morosowskaja (5. Januar 1943) westlich des Kessels als Startplatz für die Flüge in den Kessel und der Flughafen Pitomnik (16. Januar 1943) innerhalb des Kessels von der Roten Armee erobert wurden und eine Versorgung nur mehr über den notdürftig hergerichteten Feldflugplatz Gumrak durchgeführt werden konnte. Die meisten der eingekesselten Soldaten starben deshalb auch nicht infolge von Kampfhandlungen, sondern an Unterernährung und Unterkühlung. Die ausgeflogenen verwundeten Soldaten kamen nicht nach Deutschland, sondern in Lazarette und Krankenhäuser in besetzten Gebieten, um den deutschen Zivilisten nicht die ausgemergelten und fast verhungerten Soldaten und damit den tatsächlichen Zustand der Truppe zeigen zu müssen.

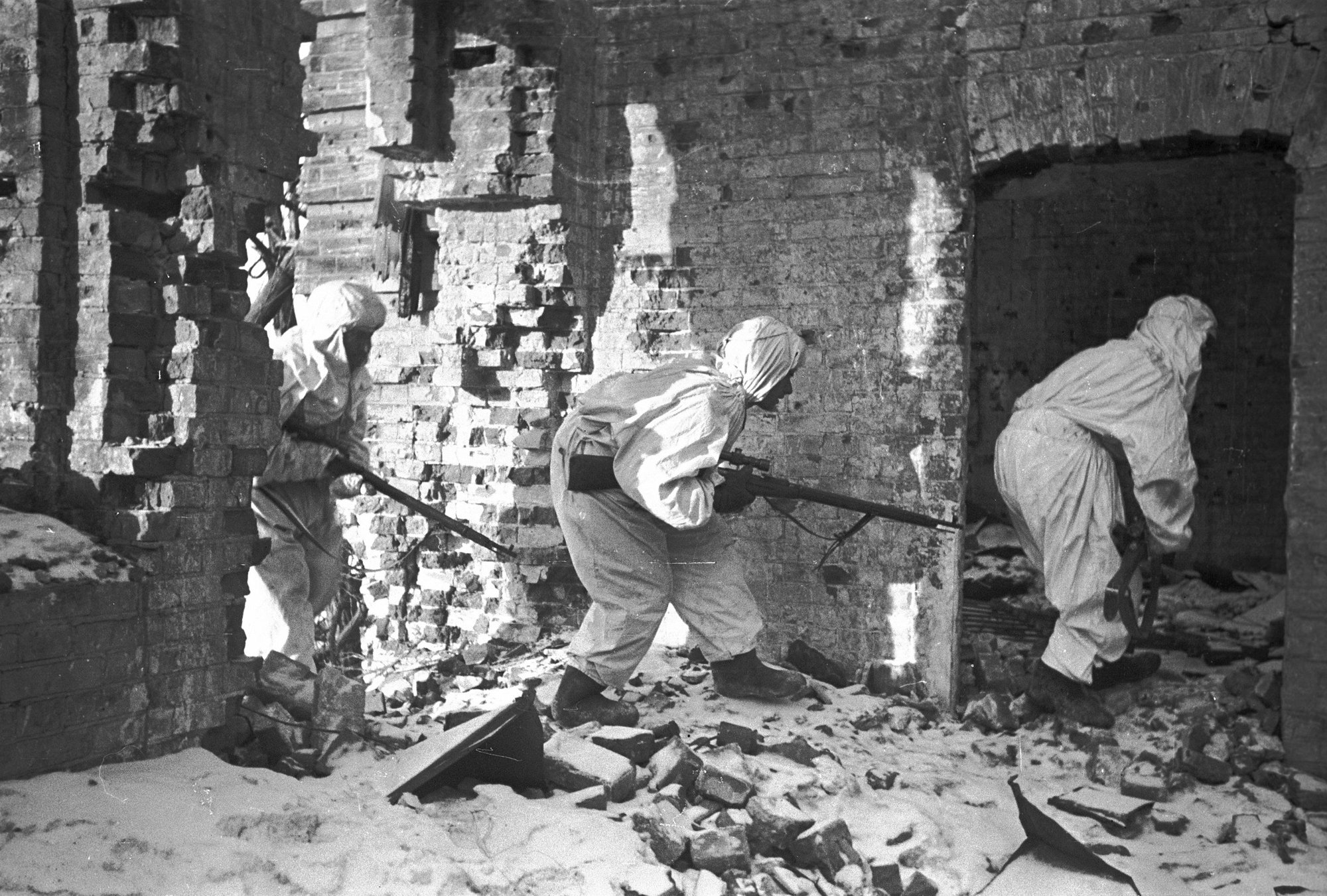
Sowjetische Scharfschützen betreten ein zerstörtes Haus (Dezember 1942)

Ein weiteres für die Soldaten und Offiziere im Kessel wesentliches Problem war, dass über diese Versorgungsflugplätze auch der Abtransport der Verwundeten erfolgen musste. Insbesondere nachdem nur noch der Behelfsflugplatz Gumrak zur Verfügung stand, mussten die Flugzeugbesatzungen oft genug unter Waffengewalt die Verzweifelten davon abhalten, sich an die Flugzeuge zu hängen, was ihnen nicht immer gelang. So kam es vor, dass sich Männer beispielsweise an den Fahrgestellen der startenden Maschinen festhielten, bis die Kräfte sie verließen und sie abstürzten.

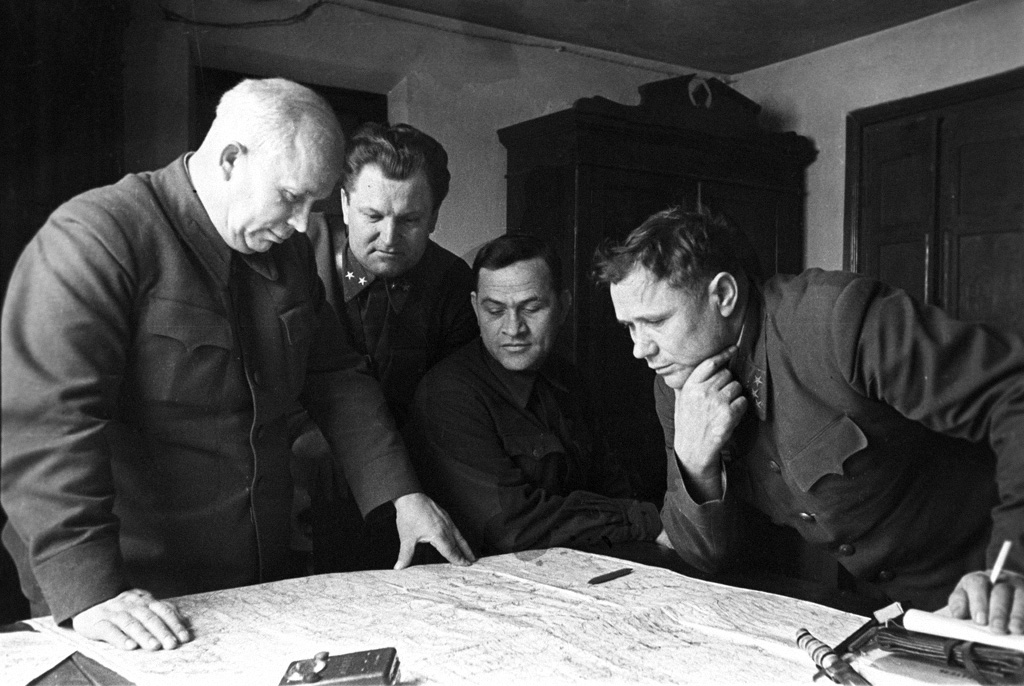
Kriegsrat der Stalingrader Front im Dezember 1942 (links Nikita Chruschtschow, rechts Andrei Jerjomenko)

Die sowjetische Armee machte sich zu diesem Zeitpunkt die Arbeit deutscher, im Exil lebender Kommunisten zunutze. Darunter waren u. a. Walter Ulbricht, Erich Weinert und Willi Bredel, die z. T. aus Schützengräben deutsche Soldaten über Megaphon zur Kapitulation bzw. zum Überlaufen aufforderten. Vor allem bestand die Hauptaufgabe der damaligen sowjetischen Propagandaabteilung darin, 20- bis 30-minütige Programme mit Musik, deutschen Gedichten und Propaganda auf mobilen Grammophonen abzuspielen und über riesige Lautsprecher zu verbreiten. Über diese Lautsprecher wurde unter anderem der beliebte alte Schlager mit dem Refrain „In der Heimat, in der Heimat, da gibt’s ein Wiedersehn!“ verbreitet.
Andere Mittel der Propaganda, darunter der Spruch „Alle sieben Sekunden stirbt ein deutscher Soldat. Stalingrad – Massengrab.“ der dem monotonen Ticken einer Uhr folgte, und die sogenannte „tödliche Tango-Musik“ (Death Tango) sorgten für eine zusätzliche Demoralisierung der Soldaten im Kessel. Die meisten Propaganda-Rundsendungen dieser Art jedoch führten auf Befehl der deutschen Generäle zunächst zu einem verstärkten Beschuss der gegnerischen Stellungen, so dass ein Großteil der sowjetischen Einsatzkräfte bei diesen Unternehmen getötet wurde. Aufgrund nachlassender deutscher Munitionslieferungen aber wurde dieser Beschuss mit der Zeit immer schwächer und ein „Weghören“ in der Folge kaum mehr möglich.
Ein ebenfalls genutztes akustisches Mittel der Demoralisierung war schließlich der charakteristische „Schrei“ der deutscherseits „Stalin-Orgel“ genannten sowjetischen Katjuschas (Mehrfachraketenwerfer).

#### Stalingrad-Luftbrücke
Wesentlich für das Andauern der Kämpfe im Kessel war die Versorgung der eingeschlossenen deutschen Truppen mit Munition, Betriebsstoffen und Lebensmitteln über eine Luftbrücke. Der Generalinspekteur der Luftwaffe Erhard Milch wurde von Adolf Hitler beauftragt, sie zu gewährleisten. Unter dem Luftversorgungsführer Stalingrad (Generalleutnant Fiebig) waren folgende Verbände organisiert. Der Transportfliegerführer 1 in Morosowskaja führte die Verbände, die mit der He 111 ausgerüstet waren, wie das Kampfgeschwader 55, die I./KG 100, die KGr. z.b.V. 5 und die KGr. z.b.V. 20. Vom Fliegerhorst Tazinskaja kamen die I./KG 51 mit der Ju 88, die KGr. z.b.V. 50, die KGr. z.b.V. 500, die KGr. z.b.V. 700 und die KGr. z.b.V. 900 mit der Ju 52 sowie die KGr. z.b.V. 21 und die KGr. z.b.V. 22 mit der Ju 86 zum Einsatz. Geführt wurden sie vom Transportfliegerführer 2. Auch vom viermotorigen Bomber He 177A-1 des Kampfgeschwaders 50 wurden 27 vom Fliegerhorst Saporoschje/Süd eingesetzt. Von Stalino aus flogen die KGr. z.b.V. 200 mit der Fw 200, die I./LLG 2 mit der He 111 als Schleppflugzeug und dem Lastensegler Go 242 und die KGr. z.b.V. 500 mit der Ju 52 in den Transporteinsatz.
Die vom Oberbefehlshaber der Luftwaffe Hermann Göring versprochene Lieferung des erforderlichen Tagesbedarfes der Armee von mindestens 500 Tonnen Versorgungsgütern wurde nie erreicht. Die höchste Tagesleistung von 289 Tonnen Gütern konnte mit 154 Flugzeugen am 19. Dezember 1942 bei guten Wetterbedingungen erzielt werden. In der ersten Woche ab dem 23. November 1942 wurden mit durchschnittlich 30 Flügen pro Tag nur insgesamt 350 Tonnen Frachtgut eingeflogen, davon waren 14 Tonnen Proviant für die 275.000 Mann im Kessel (dies sind 51 Gramm pro Person, was zwei Scheiben Brot entspricht). 75 Prozent der Ladung bestanden aus Treibstoff für den Rückflug, für die Panzer und für die im Kessel befindlichen Bf-109-Begleitjäger. In der zweiten Woche wurde mit insgesamt 512 Tonnen ein Viertel der geforderten Menge transportiert, davon nur 24 Tonnen Nahrungsmittel. Das führte dazu, dass bereits verstärkt Zugtiere geschlachtet werden mussten, um den Mangel an Nahrungsmitteln auszugleichen. Da die noch einsatzfähigen Truppen den Vorrang bei der Versorgung hatten, erhielten Verwundete und Kranke bald keine Verpflegung mehr und kämpften erbittert um die letzten Plätze in den Transportmaschinen.
Vom 24. November 1942 bis zum 31. Januar 1943 gingen insgesamt 495 Maschinen verloren, darunter 269 Ju 52, 169 He 111, 42 Ju 86, 9 Fw 200, 5 He 177 und 1 Ju 290. Die Verluste betrugen demnach etwa 50 % der eingesetzten Flugzeuge. Um die Ausfälle an Piloten zu kompensieren, wurde das Ausbildungsprogramm der Luftwaffe zugunsten der Luftversorgung Stalingrads angehalten und die so frei gewordenen, aber eigentlich unersetzbaren Ausbilder als Transportpiloten verheizt. Dies führte im weiteren Kriegsverlauf zu einer spürbaren Verschlechterung des Ausbildungsniveaus neuer Piloten. Zudem wurden die Feindflüge an anderen Kriegsschauplätzen erheblich reduziert, um Treibstoff für den Einsatz in Stalingrad zu sparen.

#### Deutscher Entsatzversuch – „Unternehmen Wintergewitter“
Zur Führung der in und um Stalingrad stehenden Verbände wurde am 26. November 1942 die neue Heeresgruppe Don aus dem AOK 11 unter der Führung des Generalfeldmarschall Erich von Manstein mit Hauptquartier in Nowotscherkask gebildet. Wenige Tage zuvor hatte sich Manstein mit Generalfeldmarschall von Weichs im Hauptquartier der Heeresgruppe B in Starobelsk in die schwierige Lage der 6. Armee einweisen lassen. Hitler hatte einen sofortigen Ausbruchsversuch untersagt, weil er das Prestige „deutsche Soldaten stehen an der Wolga“ aufrechterhalten wollte, und ordnete für den Entsatz nach Stalingrad die Zuführung dreier Panzer-Divisionen an. Neben der eingeschlossenen 6. Armee wurde der Heeresgruppe Don die 4. Panzerarmee, einschließlich der ihr unterstellten Reste der rumänischen 4. Armee, im Raum Kotelnikowo zugewiesen. Dazu kamen die Kampfgruppen und Alarmeinheiten des XVII. Armeekorps am Tschir-Abschnitt sowie die Reste der rumänischen 3. Armee. Nachdem die über Morowskaja zugeführte 7. Luftwaffen-Felddivision bei Nischne Tschirskaja bei sowjetischen Angriffen völlig zerschlagen wurde, übernahm die neu gebildete Armeeabteilung Hollidt die Verteidigung am Tschir. Der Don-Brückenkopf bei Tschirskaja wurde von den Kampfgruppen Tzschökell und Adam gehalten, südlich davon sicherte die Kampfgruppe von der Gablenz. Nach Westen, am südlichen Ufer des Tschir, sicherten die 11. Panzer-Division, die 336. Infanterie-Division sowie die Kampfgruppe Stumpfeld und die Gruppe Schmidt. Als Rückhalt fungierte das XXXXVIII. Panzerkorps, dessen Kommando in Tormosin lag.
Am 12. Dezember 1942 wurde von der 4. Panzerarmee unter Generaloberst Hoth der Entlastungsangriff im „Unternehmen Wintergewitter“ zum Entsatz der 6. Armee gestartet. Zuerst trat das LVII. Panzerkorps (General der Panzertruppe Kirchner) nur mit der 6. Panzer-Division (General Raus) und der 23. Panzer-Division (General Vormann) an. Nachdem auch die 17. Panzer-Division (Generalleutnant von Senger und Etterlin) am 17. Dezember auf dem Gefechtsfeld eingetroffen war, konnte im Kampf das südliche Ufer des Flusses Myschkowa gewonnen werden. Zusätzlich hätte die 6. Armee unter dem Stichwort „Donnerschlag“ einen Ausbruch aus dem Kessel in Richtung der Armeegruppe Hoths versuchen müssen, um die Operation zum Erfolg zu bringen. Ausgehend von Kotelnikowo südlich von Stalingrad wurde dieser Entlastungsangriff 48 km vor Erreichen des Kessels durch starke Gegenwehr der sowjetischen 2. Garde- (Generalleutnant Rodion Malinowski) und der 5. Stoßarmee sowie des 7. Panzerkorps (Generalmajor Rotmistrow) stark behindert. Die weiter nordwestlich am mittleren Don bereits am 16. Dezember eingeleitete sowjetische Großoffensive Operation Saturn, welche den Zusammenbruch der italienischen 8. Armee einleitete und damit die gesamte Heeresgruppe Süd mit der Abschnürung bedrohte, erzwang die sofortige Einstellung des Entsatzes von Stalingrad. Den von Manstein geforderten Ausbruchsversuch der 6. Armee hielt die Führung um Paulus angesichts des schlechten Zustands der eigenen Truppen für eine „Katastrophenlösung“ – ein Jahr später trat diese Situation beim Ausbruch aus dem Kessel von Korsun ein. Hitler lehnte den Ausbruch aus dem Kessel wiederholt ab, zuletzt am 21. Dezember, weil die motorisierten Verbände der 6. Armee zu wenig Treibstoff hätten, um die Strecke zu Hoths Panzerarmee zu überwinden. Die Folge, dann von den eingeschlossenen Kräften nichts mehr, auch nicht allein die Menschen, retten zu können, wollte er nicht konsequent zu Ende denken. Der Entsatzversuch musste am 23. Dezember abgebrochen werden. Die Lage der deutschen Soldaten und ihrer Verbündeten wurde damit endgültig aussichtslos.

#### Die „Operation Kolzo“ und das Ende der 6. Armee

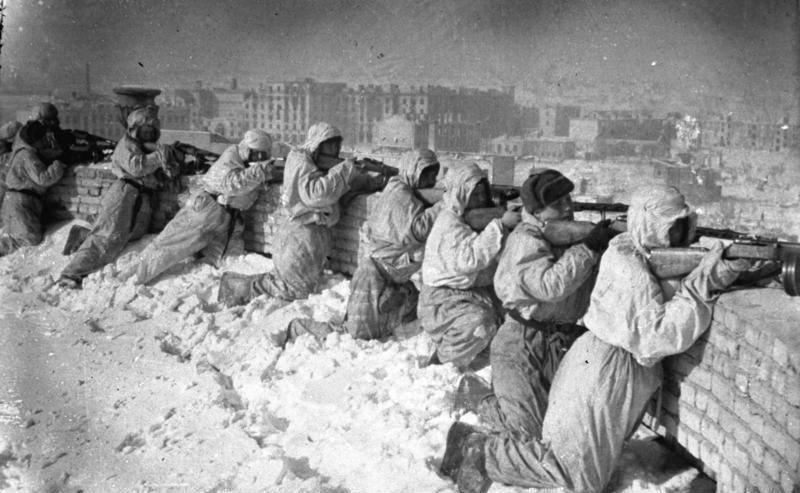
Sowjetische Infanteristen in Feuerstellung auf einem Dach während der Kämpfe um Stalingrad, Januar 1943

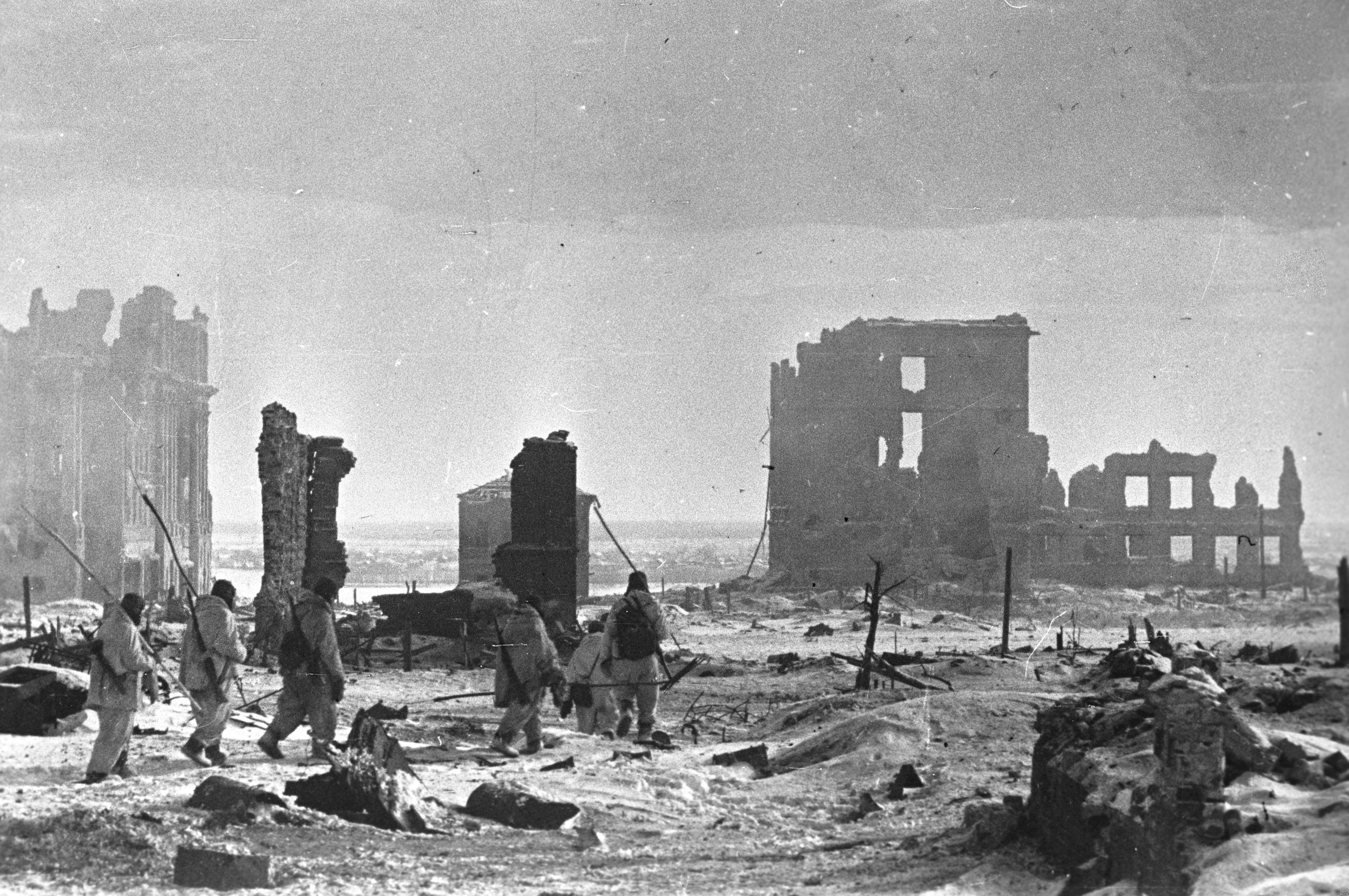
Sowjetische Soldaten im zerstörten Stadtzentrum, 2. Februar 1943

Ende September 1942 war auf Befehl des sowjetischen Oberkommandos durch Umbenennung der Stalingrader Front die Donfront gebildet worden, den Oberbefehl hatte Generaloberst K. K. Rokossowski erhalten. Zum Bestand gehörten zunächst die 21., 24., 63., 65. und 66. Armee und ab dem 1. Januar 1943 traten auch die 57., 62. und 64. Armee zur Front, welche alle an der Einschließung der 6. Armee beteiligt waren. Trotz der aussichtslosen Lage lehnte Generaloberst Paulus noch am 8. Januar 1943 die Aufforderung der sowjetischen Seite zur Kapitulation ab.

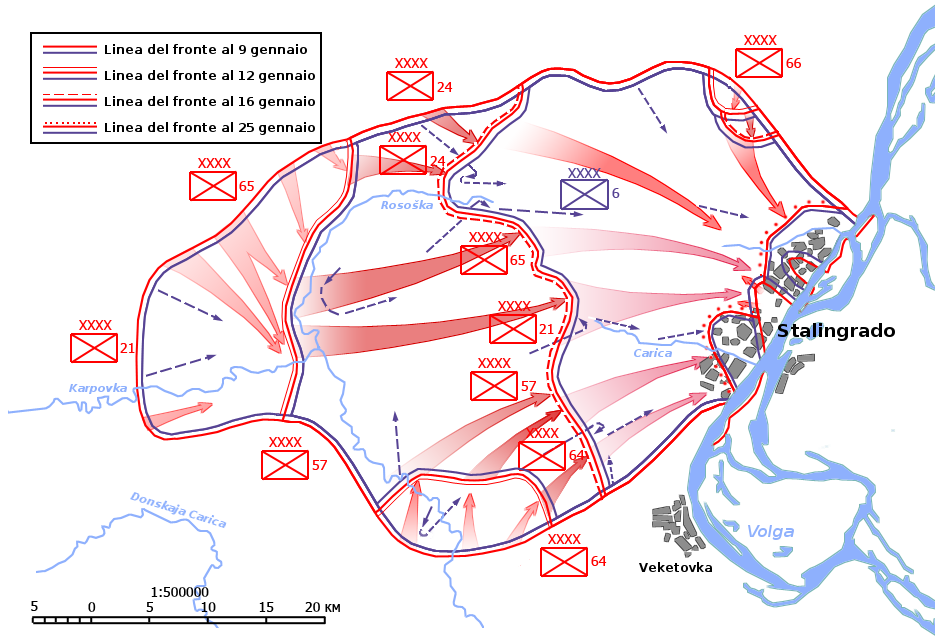
Operation Kolzo

Die Armeen der Donfront traten dann am 10. Januar 1943 in der Operation Kolzo (russ.: Ring) ihre letzte Großoffensive gegen die Reste der 6. Armee an. Ziel war es, den Kessel von Stalingrad zu „zerschmettern“. Zum einen wurde dazu der Ring um die Eingeschlossenen enger gezogen, zum anderen rückte die unmittelbare Front weiter nach Westen, was die 6. Armee noch weiter von den eigenen Truppen abschnitt. In diesem Zuge gelang den sowjetischen Truppen auch die Eroberung der beiden Flugplätze Pitomnik (16. Januar) und Gumrak (22. Januar). Nur auf dem Notbehelfsflughafen „Stalingradski“ starteten und landeten ab da noch Flugzeuge der Wehrmacht, bis auch dieser am 25. Januar in sowjetische Hände fiel und Versorgungsmaterial nur noch über dem Kessel abgeworfen werden konnte. Am selben Tag wurden die Kräfte der Wehrmacht in einen Süd- und einen Nordkessel aufgespalten. Letzterer wurde am 28. Januar nochmals in einen Mittel- und einen Nordkessel aufgetrennt.
Durch Funkspruch aus dem Führerhauptquartier wurde Paulus am 30. Januar 1943 zum Generalfeldmarschall befördert. Da sich bis dahin noch kein Generalfeldmarschall der Wehrmacht in Gefangenschaft begeben hatte, wollte Hitler mit dieser Beförderung zusätzlichen Druck auf Paulus ausüben, unter allen Umständen die Stellung zu halten – oder aber ihn damit indirekt zum Suizid auffordern.
Am selben Tag war eine Ansprache an das deutsche Volk aus dem Ehrensaal des Reichsluftfahrtministeriums in Berlin angekündigt. Da der „Führer“ bewusst nie in Verbindung mit einer klaren Niederlage reden sollte, wurde der „zweite Mann des Reiches“, Göring, dazu bestimmt, die Deutschen auf diese vorzubereiten. Die Briten wussten von dem im Rundfunk verbreiteten Zwölf-Uhr-Termin Görings und sorgten mit wenigen Schnellbombern über der Reichshauptstadt für eine peinliche Verzögerung um eine Stunde. Aus den allgemein durchsichtig gewordenen Redeformeln konnten die Zuhörer dann auf die ausweglose Situation der Eingeschlossenen schließen.
Am 31. Januar drangen morgens Truppen der Roten Armee in das Kaufhaus „Univermag“ ein, in dessen Keller sich das Hauptquartier der 6. Armee befand. Um 7:35 Uhr gab die dortige Funkstation ihre letzten beiden Meldungen ab: „Russe steht vor der Tür. Wir bereiten Zerstörung vor.“ Kurz darauf: „Wir zerstören.“ Nach weiteren Angriffen der Roten Armee auf die noch verbliebenen deutschen Stellungen gab Generalmajor Roske, Kommandeur der 71. Infanterie-Division, im Südkessel auf. Unmittelbar darauf kam Generalmajor Laskin, Chef des Generalstabes der 64. Sowjet-Armee, in das Hauptquartier der 6. Armee, wo sodann die Übergabeverhandlungen begannen. Am gleichen Tag kapitulierte auch der von Generaloberst Heitz befehligte Mittelkessel.
Der an diesem Tag zugleich in Gefangenschaft gegangene Oberbefehlshaber der 6. Armee Paulus wurde durch den damaligen Generaloberst und späteren Marschall der Sowjetunion Konstantin Rokossowski in der Nacht zum 1. Februar verhört. Hitler tobte, als er von der Gefangennahme des Oberbefehlshabers Kenntnis erhielt. Paulus hatte allen Offizieren den Suizid ausdrücklich verboten mit der Begründung, sie hätten das Schicksal ihrer Soldaten, nun in Gefangenschaft zu gehen, zu teilen.

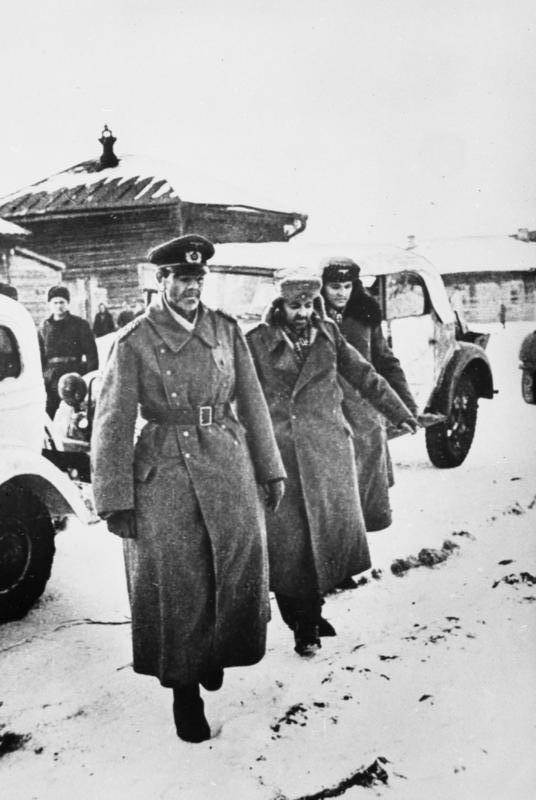
Der am Vortag zum Generalfeldmarschall beförderte Paulus geht am 31. Januar 1943 in sowjetische Kriegsgefangenschaft

Ihr definitives Ende fand die Operation Kolzo erst mit der Einstellung der Kämpfe im Nordkessel, der – mit den Resten von 21 deutschen sowie zwei rumänischen kaum mehr kampffähigen, außerdem völlig unterversorgten Divisionen und dem General der Infanterie Karl Strecker als Kommandierendem General – am 2. Februar 1943 kapitulierte.
Am 3. Februar um die Mittagszeit ließ das OKW im Großdeutschen Rundfunk eine Sondermeldung verlesen, in der erklärt wurde, dass die 6. Armee „unter der vorbildlichen Führung von Paulus bis zum letzten Atemzug“ gekämpft habe, aber einer „Übermacht“ und „ungünstigen Verhältnissen erlegen“ sei. Man erklärte sie zu einem historischen „Bollwerk“ einer nicht deutschen, sondern „europäischen Armee“, die stellvertretend den Kampf gegen den Kommunismus geführt habe.
Die Behauptungen der Reichsrundfunksender gipfelten darin, alle Soldaten der Sechsten Armee hätten den Tod gefunden. In der Sondermeldung wurde nicht erwähnt, dass insgesamt 91.000 Soldaten in die Kriegsgefangenschaft gingen, was die BBC bereits gemeldet hatte und dazu führte, dass mehr Menschen in Deutschland ihre Informationen von ausländischen „Feindsendern“ bezogen. Goebbels, der diese Meldung lanciert hatte, war öffentlich als Lügner entlarvt worden.
Das NS-Regime ordnete drei Tage des nationalen Gedenkens an: Lokale, Kinos etc. waren geschlossen, der Rundfunk sendete nur Ernste Musik. Jedoch war Trauerbeflaggung untersagt, ebenso durften in der Presse keine schwarzen Umrandungen erscheinen.
Versprengte Truppenteile der Wehrmacht, insgesamt etwa 11.000 Mann kämpften im Raum Stalingrad zum Teil noch bis in den März hinein. Als letzte dokumentierte Kampfhandlung vermerkt ein NKWD-Bericht einen Angriff deutscher Soldaten am 5. März, bei dem zwei sowjetische Soldaten verwundet wurden; nach einer Suchaktion wurden acht deutsche Offiziere erschossen.

### Meteorologische Aspekte
In vielen Dokumentationen, Erzählungen und Berichten dominiert die Erinnerung an das russische Winterwetter, welches nach den teils traumatischen Erfahrungen des ersten Winters an der Ostfront während der Kämpfe um Moskau geherrscht hatte. Die Witterung während der zweiten und dritten Phase der Schlacht war allerdings nicht durchgängig kalt und auch nicht außergewöhnlich. Militärisch von Bedeutung waren in dieser Zeit neben den starken Frostphasen (hauptsächlich gegen Ende der Schlacht) vor allem die Sichtverhältnisse und damit das Flugwetter. Während der Schlechtwetterphasen war die Sicht teilweise so schlecht, dass entweder keine oder nur sehr erfahrene Piloten aufsteigen konnten, wodurch die Versorgungslage sich weiter verschlechterte.
Zu Beginn der sowjetischen Offensive herrschte lediglich leichter Frost und meist schlechte Sicht. Nach der Einschließung herrschte dann in der letzten Novemberwoche Winterwetter mit Schneefällen und meist leichten Frösten. Kurz vor dem Monatswechsel setzte dann Tauwetter mit Regen ein, wodurch die Wege schlecht passierbar wurden.
Es folgten einige Tage mit wechselhaftem Wetter und zahlreichen Regen- und Schneefällen. Das Eis auf der Wolga war nur in den Randbereichen durchgängig, die Eisdecke nicht tragfähig. Die Sicht war zu dieser Zeit generell schlecht. Ab 10. Dezember klarte es auf und es gab dann auch tagsüber keine Tauphasen mehr. Der Frost war aber lediglich mäßig. Um den 14. Dezember gab es eine kurze Tauwetterphase, in der Folge dann wieder klareres Wetter mit Nachtfrösten bis −15 °C.
Kurz vor Weihnachten dann wieder schlechte Sicht mit wechselhaftem und teils leichtem Tauwetter. An Heiligabend setzte stärkerer Schneefall ein. An den Weihnachtstagen klarte es auf und die Temperatur fiel erstmals auf bis zu −30 °C. Das Flugwetter war gut.
An Neujahr setzte dann für 2–3 Tage wieder leichtes Tauwetter ein, bevor ab dem 4. Januar wieder mäßiger Frost bis ca. −15 °C einsetzte. In der Folge wurde es dann wieder etwas milder mit kurzen Tauphasen. Ab dem 11. Januar setzten dann starke Schneefälle ein und in der Folge herrschte teils sehr strenger Frost bis −30 °C.

## Folgen

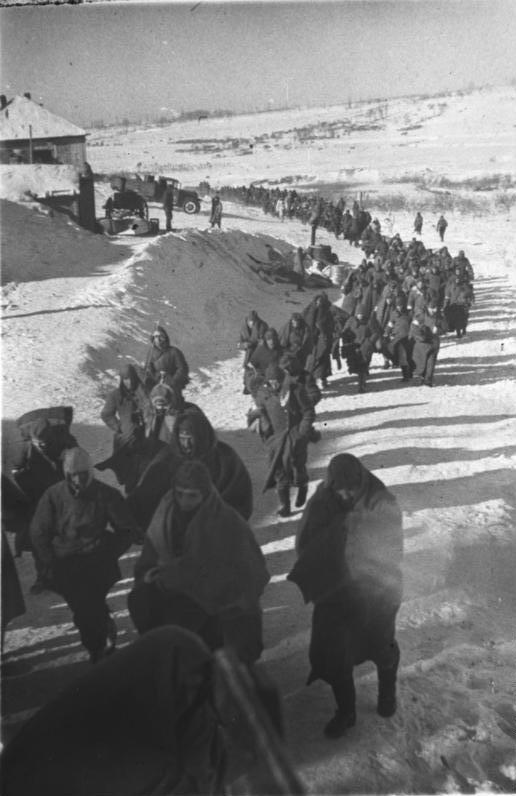
Gefangene bei Stalingrad (Februar 1943)

Der Militärhistoriker Rolf-Dieter Müller spricht von „ungeheuren Opfern“ der sowjetischen Seite bei dieser Schlacht: „Nach offiziellen Zahlen kostete allein die Stalingrader Verteidigungsoperation die Rote Armee bis zum 18. November 1942 an Toten 323.856, an Verwundeten 319.986 Mann.“ Die Militärhistoriker Gerd R. Ueberschär und Wolfram Wette betonen, „dass die Opfer der sowjetischen Armee sowie der Stalingrader Zivilbevölkerung wesentlich höher waren als die deutschen Verluste“. Sie gehen von ca. „einer Million Soldaten und einer unbekannten Zahl von Zivilisten“ aus. Während bei Kriegsausbruch Stalingrad knapp eine halbe Million Einwohner hatte, zählte die Stadt bei der Rückeroberung durch die Rote Armee, so der Historiker Jochen Hellbeck, weniger als 8.000 Einwohner. Der Militärhistoriker Bernhard R. Kroener weist darauf hin, dass bei den eingeschlossenen deutschen Verbänden ungefähr 50.000 russische Hilfswillige tätig waren, deren Schicksal ungeklärt ist.
Auf deutscher Seite ging Generalfeldmarschall Paulus mit seinem Stab und einer größeren Zahl von Generälen in Gefangenschaft. Die Höhe der deutschen Verluste wird kontrovers diskutiert. Laut Rolf-Dieter Müller ist gegenüber früheren Schätzungen jetzt von etwas geringeren Zahlen auszugehen. Nach Müller seien anfangs 195.000 deutsche Soldaten eingekesselt worden (andere Zahlen: 220.000). Davon seien 60.000 im Kessel gestorben, 25.000 Verwundete (andere Zahlen: 40.000) seien noch ausgeflogen worden. 110.000 Mann gerieten nach Müller in Gefangenschaft, von denen nach 1945 nur 5.000 (andere Zahlen: 6.000) zurückgekehrt seien; die meisten Gefangenen, meistens bereits vom Tode gezeichnet, starben innerhalb weniger Wochen und Monate. Dazu trugen auch „Inkompetenz und Versorgungsmängel auf sowjetischer Seite“ bei.
Hierbei muss aber auch berücksichtigt werden, dass die Gefangenen sich in denkbar schlechtem Zustand befanden. Fast alle waren seit Wochen und Monaten völlig unterernährt, viele hatten Erfrierungen und Verwundungen, und da die deutsche Luftwaffe alle Bahnhöfe im sowjetischen Hinterland zerstört hatte, mussten die Gefangenen nun große Strecken zu Fuß zurücklegen, was viele überforderte. Katastrophale hygienische Zustände in den provisorischen Unterständen schon bei der Belagerung führten zu weiteren Krankheiten. Insbesondere das schon vor der Kapitulation bei den Landsern grassierende und von Läusen übertragene Fleckfieber habe in den Gefangenenlagern die meisten Opfer gefordert. Am Ende der Schlacht um Stalingrad lagen in den Trümmern der völlig zerstörten Stadt auch die Kadaver von ca. 52.000 Wehrmachtspferden.
Da um Stalingrad und den Donbogen nicht nur die Eingeschlossenen, sondern auch die Kräfte der Heeresgruppe B bzw. Don kämpften, waren die Verluste insgesamt deutlich höher. So verloren die Verbündeten bei den Gegenangriffen der Roten Armee 545.000 Soldaten; davon die italienische 8. Armee 95.000, die zwei rumänischen Armeen knapp 300.000. Hinzu kamen noch die Verluste der Heeresgruppe B und Don von 300.000 Mann.
In den Diskussionen über Stalingrad wird immer wieder argumentiert, das „Opfer“ der 6. Armee, d. h. das bewusste Festhalten an der militärisch aussichtslosen Position, sei „notwendig“ gewesen, um noch größere Verluste an anderen Frontabschnitten zu verhindern. Doch nicht nur war der Krieg für die Deutschen bereits nach der Schlacht um Moskau und dem Kriegseintritt der USA im Winter 1941 faktisch verloren, sondern Hitlers Entscheidung, gleichzeitig im Kaukasus und in Stalingrad anzugreifen, war von vornherein zum Scheitern verurteilt, weil die Truppenverbände dadurch unterversorgt waren und es an schnellen motorisierten Verbänden fehlte, die auf der anderen Seite im Orts- und Häuserkampf in Stalingrad falsch eingesetzt waren. Nicht nur hatte die Rote Armee inzwischen eine flexiblere und effizientere Verteidigungsstrategie entwickelt, sondern spätestens Ende September 1942 war es zudem offensichtlich, dass die Truppen in diesen Regionen im Winter nicht ausreichend würden versorgt werden können. Die Lage der 6. Armee in Stalingrad war deshalb bereits unhaltbar, bevor sie im November 1942 eingeschlossen wurde. Dass Hitler trotzdem befahl, in dieser Lage auszuharren, lässt sich eher aus Prestigeerwägungen und durch seine Furcht vor Rückzügen erklären und nur zum Teil aus militärischen Erwägungen. Die Behauptung, schließlich habe die Aufopferung der 6. Armee bei Stalingrad zur Verhinderung der Einschließung der Heeresgruppe A im Kaukasus beigetragen und damit eine noch größere Katastrophe verhindert, ist nach Ansicht des Militärhistorikers Bernd Wegner bis Mitte Januar grundsätzlich zu bejahen. Dabei werde Wegner zufolge jedoch verkannt, dass Hitlers Befehl zur Rücknahme der Heeresgruppe A am 28. Dezember 1942 viel zu spät kam: „Wäre er einen Monat früher erteilt worden“, so Wegner weiter, „hätten die Leidensgeschichte der 6. Armee wesentlich abgekürzt, unter Umständen sogar realistische Vorbedingungen für eine Befreiung derselben geschaffen werden können.“ Zwar hatte die Heeresführung unter Manstein aus Sorge um eine Einschließung der Verbände der Heeresgruppe A im Kaukasus auf einer Fortsetzung des Kampfes im Stalingrader Kessel bestanden, um dort sowjetische Truppen zu binden. Doch auch nach dem Rückzug der Heeresgruppe A untersagte Hitler die Einstellung der Kämpfe.
Lange Zeit wurde die Schlacht von Stalingrad als Wende des Zweiten Weltkriegs angesehen. So bezeichnete Generalstabschef Kurt Zeitzler Stalingrad als Wendepunkt des gesamten Krieges. Der Verlust einer Viertelmillion Soldaten habe das Rückgrat der ganzen Ostfront zerbrochen. Diese Ansicht ist nicht zuletzt auf ihre symbolische Qualität zurückzuführen, die in der nationalsozialistischen Propaganda mit der Wagnerschen Götterdämmerung assoziiert und auch von Stalin als welthistorischer Moment inszeniert wurde. In der sowjetischen Militärliteratur wird sie meist als Entscheidungsschlacht dargestellt. Nikolai Iwanowitsch Krylow, Stabschef der 62. Armee und späterer Marschall der Sowjetunion, stellte fest, dass „die Menschen in den von Deutschland überfallenen Ländern und die Millionen in den Konzentrationslagern erste Hoffnung (schöpften).“ Die historische Wissenschaft schloss sich der Deutung einer Kriegswende 1943 weitestgehend an, bis Andreas Hillgruber 1965 in seinem Buch Hitlers Strategie für eine Wende bereits 1941 argumentierte.
So bezweifeln auch andere Militärhistoriker inzwischen, dass die Wehrmacht bis Anfang 1943 den Krieg hätte gewinnen können. Ein deutscher Sieg wird heute nach dem Kriegseintritt der USA und dem Scheitern der Blitzkrieg-Strategie vor Moskau im Dezember 1941 als unrealistisch angesehen. Die Stalingrader Niederlage habe zwar noch keine Weltkriegswende insgesamt bedeutet, wohl aber den endgültigen Verlust der strategischen Initiative auf dem östlichen Kriegsschauplatz. „Insofern“, so Wegner, „stellten die Stalingrader Ereignisse wirklich einen ‚point of no return‘ dar“.
So wird die Schlacht bei Stalingrad vor allem als psychologischer Wendepunkt angesehen, der das Vertrauen der Deutschen in das Regime weiter geschwächt habe. Zum ersten Mal wurde der Öffentlichkeit die Möglichkeit einer Gesamtniederlage vor Augen geführt. An vielen Häuserwänden war daher die Zahl 1918 zur Erinnerung an die deutsche Niederlage im Ersten Weltkrieg zu lesen. Innenpolitisch wurde Stalingrad für viele Offiziere ein Anlass, sich der militärischen Opposition gegen Hitler anzuschließen. Politische Gegner konnten wieder hoffen, dass die nationalsozialistische Diktatur doch eines Tages untergehen würde. Die sowjetische Geschichtsschreibung hat immer die moralische Überlegenheit gegen einen Angriff im so genannten Großen Vaterländischen Krieg hervorgehoben. Heutige Historiker bemühen sich, bei der Beantwortung der Frage, welcher Preis für die einzelnen Militäroperationen gezahlt wurde, den Unterschied zwischen Raub- und Verteidigungskrieg zu wahren.
Geoffrey Roberts hält hingegen der These, dass der Zweite Weltkrieg durch die ökonomische Überlegenheit der Alliierten entschieden wurde sowie deren sowjetischer Variante („Gesetzmäßigkeit des Sieges der Sowjetunion“) entgegen, dass sich in Stalingrad entschied, ob Deutschland mit den sowjetischen Ressourcen einen langen globalen Abnutzungskrieg gegen die Westmächte führen konnte oder nicht. Er stimmt Mark Harrison zu, dass das ökonomische Kräfteverhältnis 1942 keinesfalls zu Gunsten der Sowjetunion ausfiel und der Kampf auf Messers Schneide stand, und schließt sich Richard Overy dahingehend an, dass der Kampf durch die unvorstellbare Tapferkeit von wenigen Tausend Soldaten entschieden wurde, die die 6. Armee aufhielten, um sie in die Falle zu locken. Daher habe keine Schlacht des Zweiten Weltkrieges die Geschichte mehr bestimmt als die Schlacht um Stalingrad.
Außenpolitisch begannen neutrale und mit Deutschland verbündete Staaten, sich auf eine deutsche Niederlage einzustellen. Im September 1942 waren in Finnland noch 90–95 Prozent der bürgerlichen Parteianhänger (Konservative, Bauernpartei, Fortschrittspartei) und 65–70 Prozent der Sozialdemokraten und Kommunisten von einem deutschen Sieg überzeugt gewesen. Diese Werte sanken nach dem sowjetischen Sieg auf 40–50 Prozent bzw. 14–19 Prozent. Am 3. Februar 1943, einen Tag nach dem Erlöschen des letzten deutschen Widerstandes, traf sich das finnische Kriegskabinett und beschloss nach einem in jeder Beziehung ernüchternden Lagevortrag des Chefs der Aufklärungsabteilung Oberst Paasonen, Finnland aus dem Krieg herauszuführen und die Beziehungen zur Sowjetunion zu normalisieren. Am 5. Februar 1943 fand in Bulgarien eine Sondersitzung der Parlamentarischen Kommission für Auswärtige Angelegenheiten mit Zar Boris III., dem Ministerpräsidenten Bogdan Filow und Vertretern der Opposition statt. Die Vertreter der Opposition und Zar Boris äußerten sich besorgt um das Schicksal Bulgariens. Letzten Endes stimmte der Zar, Konflikte befürchtend, dem Ministerpräsidenten Filow zu, das Bündnis mit Deutschland fortzusetzen. Es begann jedoch eine, von Vorbehalten, spontanen Drohungen und Lavieren geprägte, neue Etappe in den deutsch-bulgarischen Beziehungen.
Großbritannien und die USA rechneten seither damit, dass auch die Sowjetunion zu den Siegermächten des Zweiten Weltkrieges gehören werde. Der Sieg der Roten Armee, bei der bis dahin die Hauptlast des Widerstands gegen das nationalsozialistische Deutschland gelegen hatte, führte zu intensiveren militärischen Anstrengungen der Westalliierten und förderte den Aufbau einer zweiten Front im Westen. Die Sowjetunion „wurde nun in Washington und London als gleichrangiger Partner im Krieg gegen Hitler-Deutschland anerkannt“.

## Beteiligte Verbände
Achsenmächte
- 6. Armee, 4. Panzerarmee
- 5 Generalkommandos der IV., VIII., XI., LI. Armeekorps und des XIV. Panzerkorps
- 14., 16. und 24. Panzer-Division
- 3., 29. und 60. motorisierte Infanterie-Division
- 44., 71., 76., 79., 94., 113., 295., 297., 305., 371., 376., 384. und die 389. Infanterie-Division
- 100. Jäger-Division und das kroatische Regiment 369
- rumänische 1. Kavallerie-Division und die rumänische 20. Infanterie-Division
- Sturmgeschütz-Abteilung 177 und Teile der Sturmgeschütz-Abteilungen 243, 244 und 245
- 5 Sturmpionierbataillone: Pionierbataillon 162, 294, 305, 336 und 389
- verschiedene logistische Truppenteile, Flak-Verbände und Bodeneinheiten der Luftwaffe
- rumänische 3. Armee
- rumänische 4. Armee
- italienische 8. Armee
- Luftflotte 4, bestehend aus dem IV. und VIII. Fliegerkorps

Sowjetunion
- 54 Schützendivisionen: 1, 10, 23, 24, 29, 38, 45, 49, 63, 64, 76, 84, 91, 95, 96, 99, 112, 116, 119, 120, 126, 138, 153, 157, 159, 169, 173, 193, 196, 197, 203, 204, 226, 233, 244, 252, 258, 260, 266, 273, 277, 278, 284, 293, 299, 302, 303, 304, 308, 321, 333, 343, 346, 422
- 12 Gardedivisionen: 4, 13, 14, 15, 27, 34, 36, 37, 39, 40, 47, 50
- 2 Marine-Infanteriebrigaden: 92, 154
- 14 Sonderbrigaden: 38, 42, 52, 66, 93, 96, 97, 115, 124, 143, 149, 152, 159, 160
- 4 Panzerkorps: 1, 4, 16, 26
- 15 Panzerbrigaden: 1, 2, 6, 10, 13, 56, 58, 84, 85, 90, 121, 137, 189, 235, 254
- 3 mechanisierte Korps: 1, 4, 13
- 3 Kavalleriekorps: 3, 4, 89
- 4 Luftflotten: 8, 11, 16, 17

## Rezeption, Ehrungen und Gedenken
Über die Schlacht um Stalingrad sind über 200 Publikationen entstanden, die sich vorrangig mit ihr befassten, damit hat keine andere Schlacht einen vergleichbaren hohen historiographischen Niederschlag gefunden.

### Gedenken in der Sowjetunion und Russland

#### Zwischen Heldentum und Opfermythos: Erinnerungskultur in der Sowjetunion

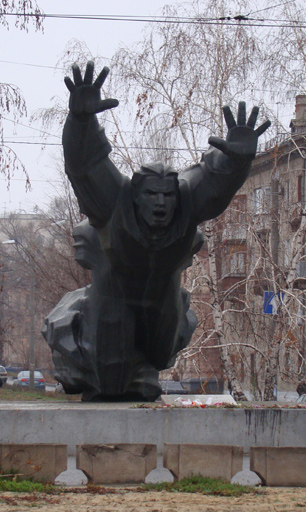
Denkmal für Michail Panikacha, der sich brennend auf einen deutschen Panzer stürzte

Für die UdSSR bzw. die russische Föderation war die Schlacht um Stalingrad ein wichtiger Baustein des Mythos des Großen Vaterländischen Krieges. Der Sieg der Vielvölkerarmee ermöglichte im weiteren Kriegsverlauf die Befreiung des eigenen Landes aber auch Südosteuropas und Deutschlands von der nationalsozialistischen Herrschaft. Osteuropa kam unter den Schutz der „ruhmreichen und unbesiegbaren Sowjetarmee“. Anhand propagandistischer Verwertung von Einzelbeispielen wurde der Heldenmut der Sowjetsoldaten, die in Stalingrads mörderischen Kämpfen oft nur noch ein oder zwei Tage zu leben hatten, als Heldentat im Kampf um die Befreiung der Stadt vom faschistischen Joch gefeiert. Der Heldenmythos und der Mythos der „Heldenstadt“ übertüncht, dass die sowjetische Führung ihre Soldaten gnadenlos opferte und zusätzlich Tausende wegen Feigheit erschießen ließ.
Bekannt wurden die sowjetischen Filme Die große Wende (Doku von Ermler 1945 in Cannes ausgezeichnet), Der Schwur (Tschiaureli 1946), Die Stalingrader Schlacht (Petrow 1949), Heißer Schnee (Jegiasarow 1972), Sie kämpften für die Heimat (Sergei Bondartschuk 1975), Stalingrad (Oserow 1990) und Stalingrad (Fjodor Bondartschuk 2013).
Die sowjetische Geschichtswissenschaft opferte in zahlreichen Publikationen zugunsten der ideologischen Mythenbildung die historische Wahrheit insbesondere was Menschenführung und Verluste betraf. Zahlreiche Generalsmemoiren stützten dieses Heldenbild. Die Erinnerungen von Tschuikow dagegen nannten die riesigen Opfer der Schlacht auf sowjetischer Seite. Nach einer kurzen Phase des geschichtswissenschaftlichen Aufbruchs in den 1990er Jahren wirkt das Deutungsmuster der „Helden von Stalingrad“ im Großen Vaterländischen Krieg weiter nach. Die russische Föderation bedient sich dieser Erinnerungskultur aus triftigen politischen Gründen und trotzdem bemühen sich russische Historiker um eine objektivere Darstellung der Schlacht.

#### Sowjetische Auszeichnung

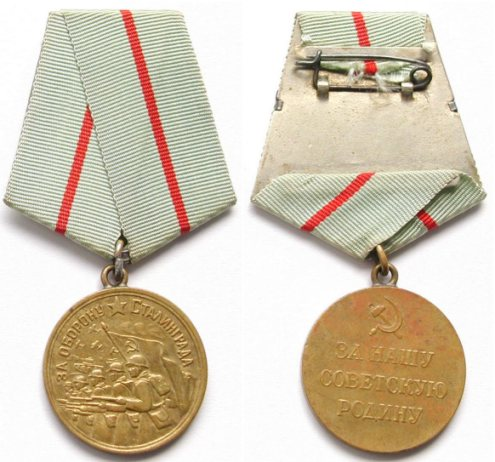
Sowjetische Gedenkmedaille für die Verteidigung Stalingrads. Avers: ЗА ОБОРОНУ СТАЛИНГРАДА – Für die Verteidigung Stalingrads. Revers: ЗА НАШУ СОВЕТСКУЮ РОДИНУ – Für unsere sowjetische Heimat

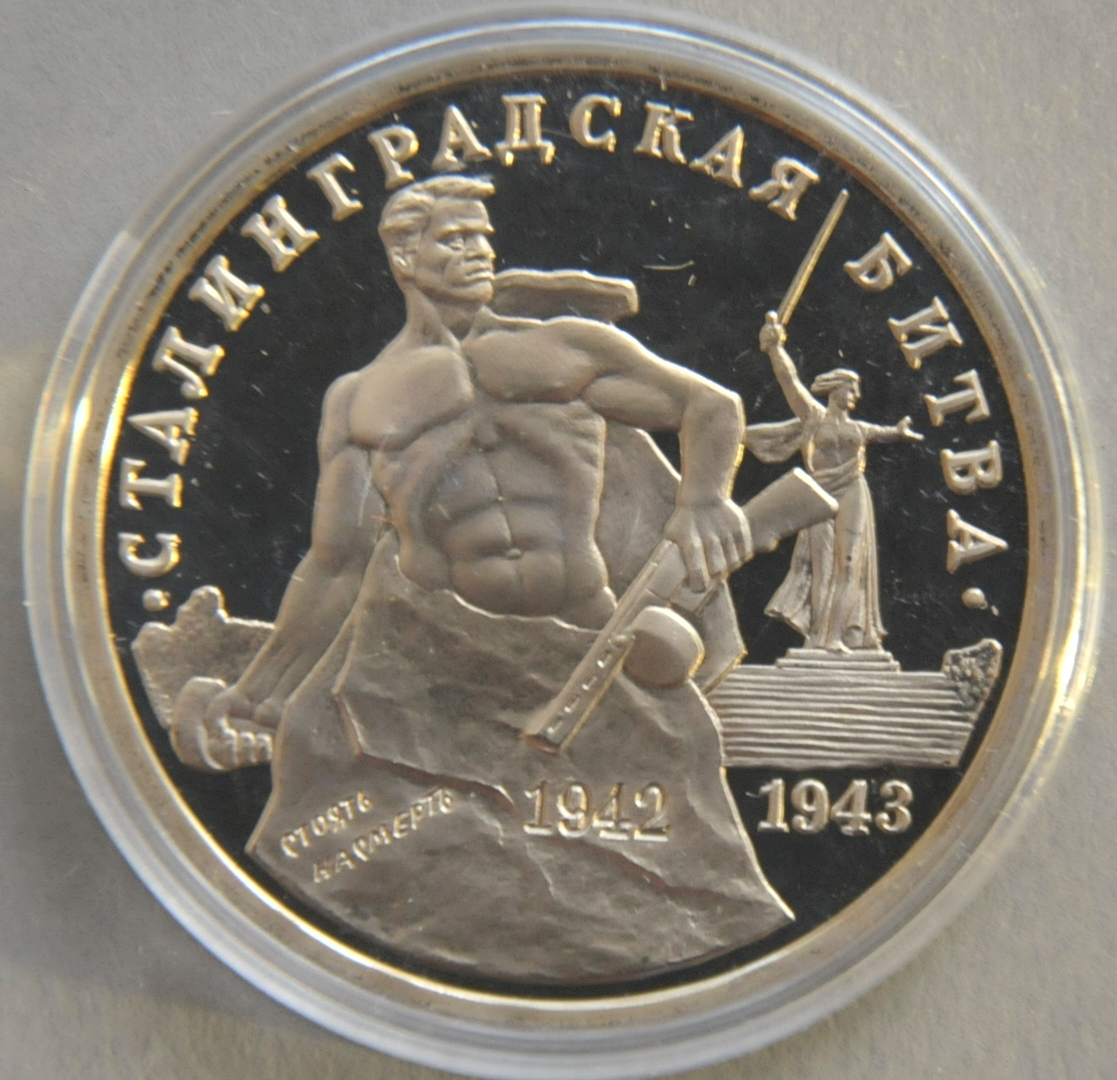
Russische Gedenkmünze von 1993 zum 50. Jahrestag der Schlacht

Mit der Medaille Für die Verteidigung Stalingrads wurden alle Angehörigen der sowjetischen Streitkräfte und auch Zivilpersonen, die im Zeitraum vom 12. Juli bis 19. November 1942 unmittelbar an der Verteidigung Stalingrads beteiligt waren, geehrt. Mit Stand vom 1. Januar 1995 war diese Medaille 759.561-mal verliehen worden. Im Gebäude des Stabs des Truppenteils Nr. 22220 in Wolgograd wird das riesige Wandbild von der Darstellung der Medaille bestimmt. Es zeigt eine Soldatengruppe mit nach vorn gerichteten Gewehren und aufgepflanzten Bajonetten unter wehender Fahne. Links erkennt man die Umrisse von Panzern und einer Flugzeugstaffel, darüber der fünfzackige Sowjetstern.
Der am 18. April 1972 entdeckte Asteroid des äußeren Hauptgürtels (2250) Stalingrad wurde nach der Schlacht von Stalingrad benannt.

#### Russische Gedenkmünzen
Aus Anlass des 50. Jahrestags des Endes der Schlacht erschien 1993 eine Gedenkmünze zu Ehren der Stadt Stalingrad mit einem Nennwert von 3 Rubel aus Kupfer/Nickel.
Aus Anlass der Feiern zum 55. Jahrestag des Kriegsendes erschien 2000 im Rahmen der Serie Heldenstädte auch eine Münze zu Ehren der Heldenstadt Stalingrad. Die Münze mit der Aufschrift СТАЛИНГРАД – Stalingrad zeigt angreifende Soldaten und einen vorrollenden schweren Panzer vor Häuserruinen.

#### Temporäre Umbenennung der Stadt Wolgograd inStalingrad
70 Jahre nach dem Ende der Schlacht von Stalingrad beschloss der Stadtrat von Wolgograd Ende Januar 2013, dass die Stadt an sechs Gedenktagen im Jahr wieder ihren alten Namen Stalingrad tragen soll. Den Antrag dazu hatten Kriegsveteranen gestellt. Die Entscheidung löste in Russland heftige Diskussionen aus. Der Beauftragte für Menschenrechtsfragen, Wladimir Lukin, verurteilte die temporäre Umbenennung und nannte sie eine „Beleidigung der Gefallenen von Stalingrad“. Sie verdienten eine Würdigung, „aber nicht in dieser Form“. Die Kommunisten in Russland fordern eine dauerhafte Rückkehr zum alten Namen der Stadt.

#### Gedenkstätten in Wolgograd

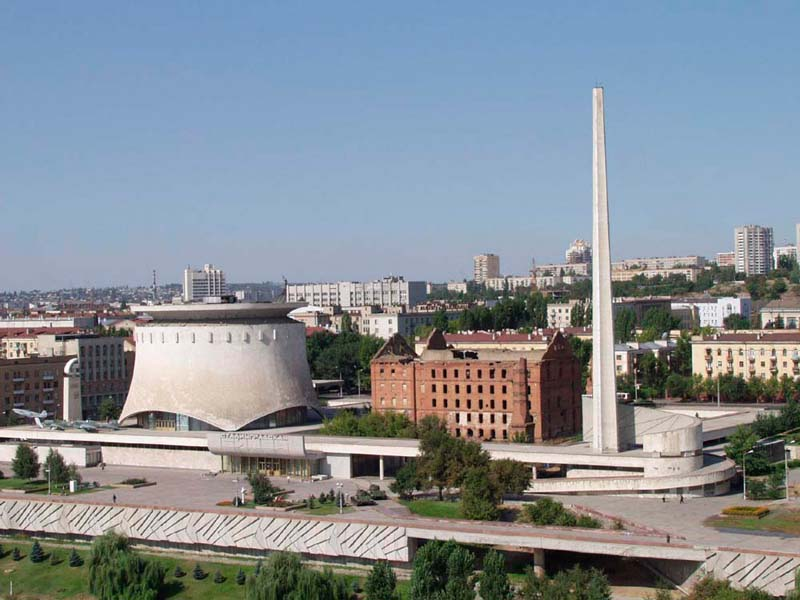
Der Rundbau des Museums der Schlacht von Stalingrad (Panorama-Museum) neben der Ruine der Grudinin-Mühle

- Die Räumlichkeiten des letzten Hauptquartiers der 6. Armee im Keller des Kaufhauses „UniverMag“ (TsUM) am Ploschtschad Pawschich Borzow, in denen sich Paulus und sein Stab vor und nach seiner Gefangennahme aufhielten, sind als Museum ‚Pamjat‘ (dt.: ‚Gedenken‘) zu besichtigen.
- Die Gedenkstätte Denkmal Mutter Heimat auf dem Mamajew-Hügel mit der 84 Meter hohen Mutter-Heimat-Statue erinnert an die verlustreichen Kämpfe um diesen strategisch wichtigen Hügel.
- Am Platz der Helden befindet sich der Eingang zur Ruhmeshalle, in der Trauerfahnen die Namen der sowjetischen Gefallenen dokumentieren.
- Der Platz der gefallenen Krieger ist ein Ehrenmal mit ewiger Flamme für die gefallenen sowjetischen Soldaten. An mehreren Stellen befinden sich Gräber. Hochzeitspaare legen am Denkmal zur Erinnerung an die Soldaten Sträuße nieder (Soldatendenkmal).
- Unmittelbar vor dem Hauptbahnhof wurde 2013 eine Rekonstruktion des Barmalei-Brunnens eingeweiht. Der ursprüngliche Brunnen war durch eine Fotografie von Emmanuil Jewserichin, die ihn vor den brennenden Ruinen der Stadt am 23. August 1942 zeigt, zu weltweiter Berühmtheit gelangt.
- Kriegsgräberstätten in Rossoschka: In der Nähe des ehemaligen Flugplatzes Gumrak und neben dem alten völlig zerstörten Dorf Rossoschka wurde neben dem alten Wehrmachtsfriedhof (für rund 600 Gefallene) im Jahr 1997 ein halbkreisförmiger Friedhof für sowjetische Gefallene und im Jahr 1999 ein kreisförmiger Friedhof für rund 50.000 deutsche Gefallene aus dem Gebiet von Stalingrad eingeweiht.
- Gegenüber der Ruine der Grudinin-Mühle im Stadtzentrum erinnert eine Schrift an der Fassade an die Eroberung dieser Position durch einen sowjetischen Soldaten.
- Neben der Grudinin-Mühle (auch: Gerhardt-Mühle) wurde in einem Rundbau das Museum der Schlacht von Stalingrad eingerichtet, wo auch das „Das Schwert von Stalingrad“ ausgestellt ist. Winston Churchill hat während der Konferenz von Teheran am Abend des 29. Novembers 1943 das Schwert an Stalin als Geschenk übergeben. Es handelt sich um ein in Sheffield eigens „für den Sieger der Schlacht von Stalingrad“ angefertigtes Zeremonialschwert, das König Georg VI. den Bürgern von Stalingrad und allen Bürgern der Sowjetunion gewidmet hat. Neben der Mühle befindet sich eine weitere Rekonstruktion des Barmalei-Brunnens.
- Das Pawlow-Haus ist ein vierstöckiges Haus in der Pensenskaja uliza 61 (heute Ul. Sowjetskaja 39) im Zentrum Stalingrads. Während der Schlacht war es hart umkämpft. Es wurde nach dem Kriege wieder aufgebaut und wird heute wieder als Wohnhaus genutzt. An seiner der Wolga zugewandten Außenseite wurde aus Steinen des alten Gebäudes ein Denkmal errichtet.
- Etwa 20 Kilometer westlich befindet sich das 1996 errichtete Mahnmal in Pestschanka.

Mutter-Heimat-Statue auf dem Mamajew-Hügel
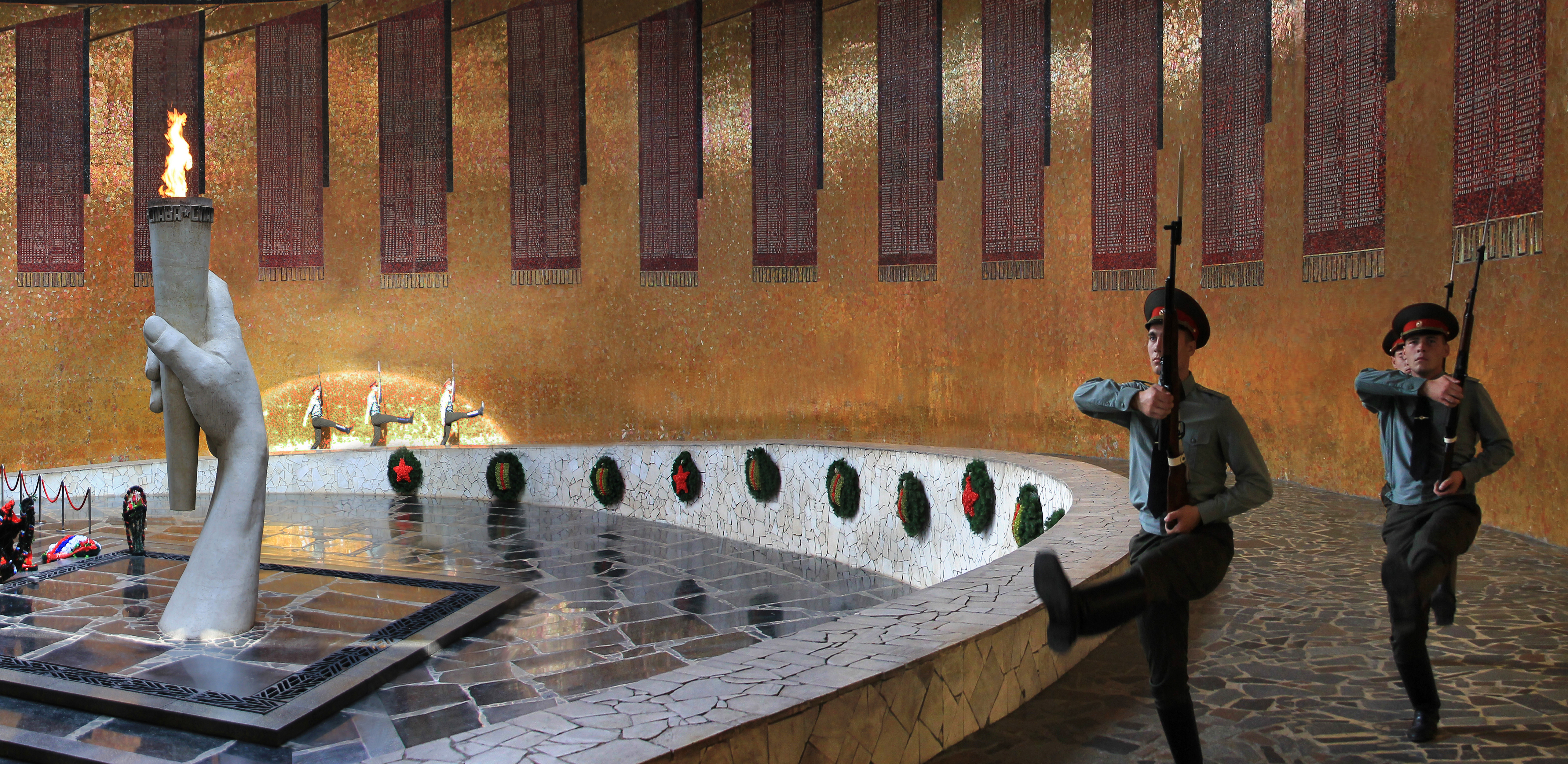
Collage. Ewige Flamme für die gefallenen sowjetischen Soldaten, Mamajew-Hügel, Wolgograd
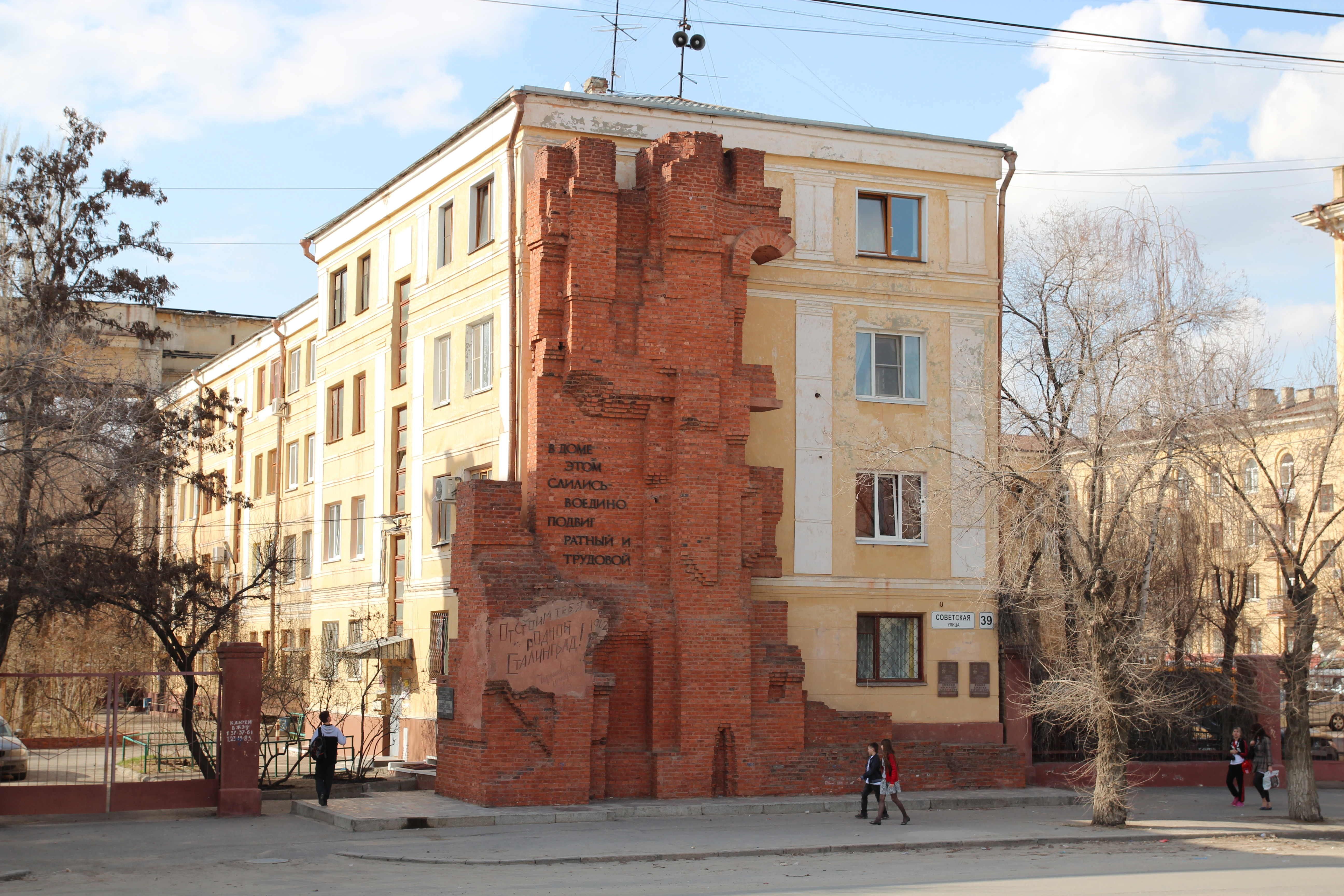
Das „Дом Павлова“ (Haus Pawlows) mit dem Denkmal aus alten Gebäudeteilen (2013)

### Gedenken in Deutschland

#### Im NS-Staat
Seit Mitte Januar waren von der Propaganda die deutschen Angreifer zu „Verteidigern“ verklärt worden, die seit Wochen „im heldenhaften Abwehrkampf“ stehen. Der Ursprung dieser Heroisierung lag jedoch nicht ausschließlich in der nationalsozialistischen Propaganda im Reich. Parallel dazu setzte bereits im Kessel eine Selbststilisierung ein, getragen von Soldaten und Offizieren, die begannen, sich selbst als tragische Helden zu inszenieren – wie etwa aus erhaltenen Feldpostbriefen hervorgeht. So wurde in der Feldpost der Vergleich mit den Nibelungen aufgemacht und behauptet, die eigenen Taten in Stalingrad würden diese sogar noch übertreffen. Der Wehrmachtsbericht vom 3. Februar meldete „Sie starben damit Deutschland lebe“ und erklärte damit auch die Gefangengenommenen implizit für tot. Die NS-Propaganda begann aus der schweren Niederlage einen Helden- bzw. Opfermythos zu bilden. Demnach verteidigte die 6. Armee Europa an der Wolga vor den „bolschewistischen Horden“. Der propagierte „Opfertod“ ihrer Soldaten wurde am 30. Januar 1943 von Göring mit den Nibelungen und der legendären Abwehrschlacht bei den Thermopylen verglichen, nachdem am 25. Januar 1943 zum ersten Mal öffentlich im Radio der Vergleich mit der Schlacht bei den Thermopylen vom Rundfunkkommentator Kurt Dittmar gezogen wurde. Der Vergleich mit den Nibelungen brachte aber die Problematik des sinnlosen Sterbens und Endgültigkeit des Todes mit sich. Zwei Aspekte die nicht auf die Opfer in Stalingrad übertragen werden sollten. Indem auch die Schlacht bei den Thermophylen herangezogen wurde, stellte man nun auch den Sieg des ganzen Krieges trotz verlorener Schlacht in Stalingrad in Aussicht. Damit nahm eine Legendenbildung außergewöhnlichen Umfangs für die Schlacht ihren Anfang. Dabei verfolgte die NS-Propaganda eine systematische Strategie der Derealisierung. Das militärische Desaster wurde mit quasireligösen Begriffen wie „heiliger Schauer“, „Ehrfurcht“, „Allmacht“, „Vorsehung“ und „Glauben“ in den Rang eines Opfertodes von historischer Dimension und in eine abstrakte, erhabene, vermeintlich höherwertige Welt erhoben. Am deutlichsten trat dies in der Rede Görings am 30. Januar 1943 hervor, die von den Soldaten im Kessel als „ihre Leichenrede“ empfunden wurde. Für diese Propaganda-Strategie sollte die 6. Armee auch „untergehen“. Zusätzlich zur Radioübertragung erschien die Rede am 2. Februar 1943 in gedruckter Form im Völkischen Beobachter. Diese Version war jedoch nicht identisch mit dem Original. Es kam zu kleineren Bearbeitungen, zur Kürzung von Passagen, die in irgendeiner Weise Kritik zum Thema hatten, sowie zur konsequenten Ersetzung der Begriffe „Russland“ und „Russen“ durch „Sowjetunion“ und „Bolschewisten“. Besonders diese Ersetzungen dienten dazu, den weltanschaulichen Charakter der Rede zu betonen. Die Rede richtete sich nicht mehr an die Soldaten, die in Stalingrad festsaßen. Sie verfolgte lediglich das Ziel, die bittere Niederlage und das Sterben der Soldaten, das durch das Versagen der Führungsschicht verursacht worden war, zu beschönigen und für das deutsche Volk Sinn zu stiften.

#### Bundesrepublik Deutschland

Filmplakat Hunde, wollt ihr ewig leben, 1959

Die wenigen Überlebenden sahen sich als Opfer der Schlacht und zeitgleich mit ihrer Rückkehr aus der Gefangenschaft zwischen 1948 und 1956 vermischten sich ihre Erinnerungen an das Leiden im Kessel und die sowjetische Willkür während der Gefangenschaft mit den erscheinenden apologetischen Generalsmemoiren. Es entstand der Mythos von der Alleinschuld Hitlers und der sauberen Wehrmacht. Die Stalingradkämpfer wurden zum Kern eines Opfernarrativs, dessen symbolisch stärkster Ausdruck mit einer christlichen Überhöhung die Stalingradmadonna ist. Literarische und filmische Werke wie Stalingrad (Theodor Plievier 1945), die Anthologie Letzte Briefe aus Stalingrad (1950), Die verratene Armee (Heinrich Gerlach 1957), Hunde wollt ihr ewig leben (Fritz Wöss 1958 Roman, Frank Wisbar 1959 Film), Schlachtbeschreibung (Alexander Kluge 1964), Das Herz der 6. Armee (Heinz G. Konsalik 1964) und Stalingrad (Joseph Vilsmaier 1993) erschienen. Nach der Jahrtausendwende erschienen die Dokumentarfilme Stalingrad (Christian Klemke 2002 und Sebastian Dehnhardt 2006).
Im Gegensatz zu Plivier schauen die meisten Stalingrad-Autoren der frühen Bundesrepublik von außen auf das, was als Tragödie der 6. Armee wahrgenommen wird. Es wird als etwas Überflüssiges oder Vermeidbares dargestellt, wenn nur die bestehenden Möglichkeiten zur Vermeidung der Niederlage (also zur Erlangung des Sieges) genutzt worden wären. So der Mythos der verpassten Gelegenheiten. Dabei werden häufiger drei verpasste Möglichkeiten aufgegriffen: Konsequente Einnahme Stalingrads Ende Juli 1942, Ausbruch aus dem Kessel im November 1942 und später verlustreicher Ausbruch vor Weihnachten. Das Scheitern der 6. Armee fällt zwar laut Michael Kumpfmüller nicht vom Himmel, hat aber in den Texten immer etwas merkwürdig Zufälliges.

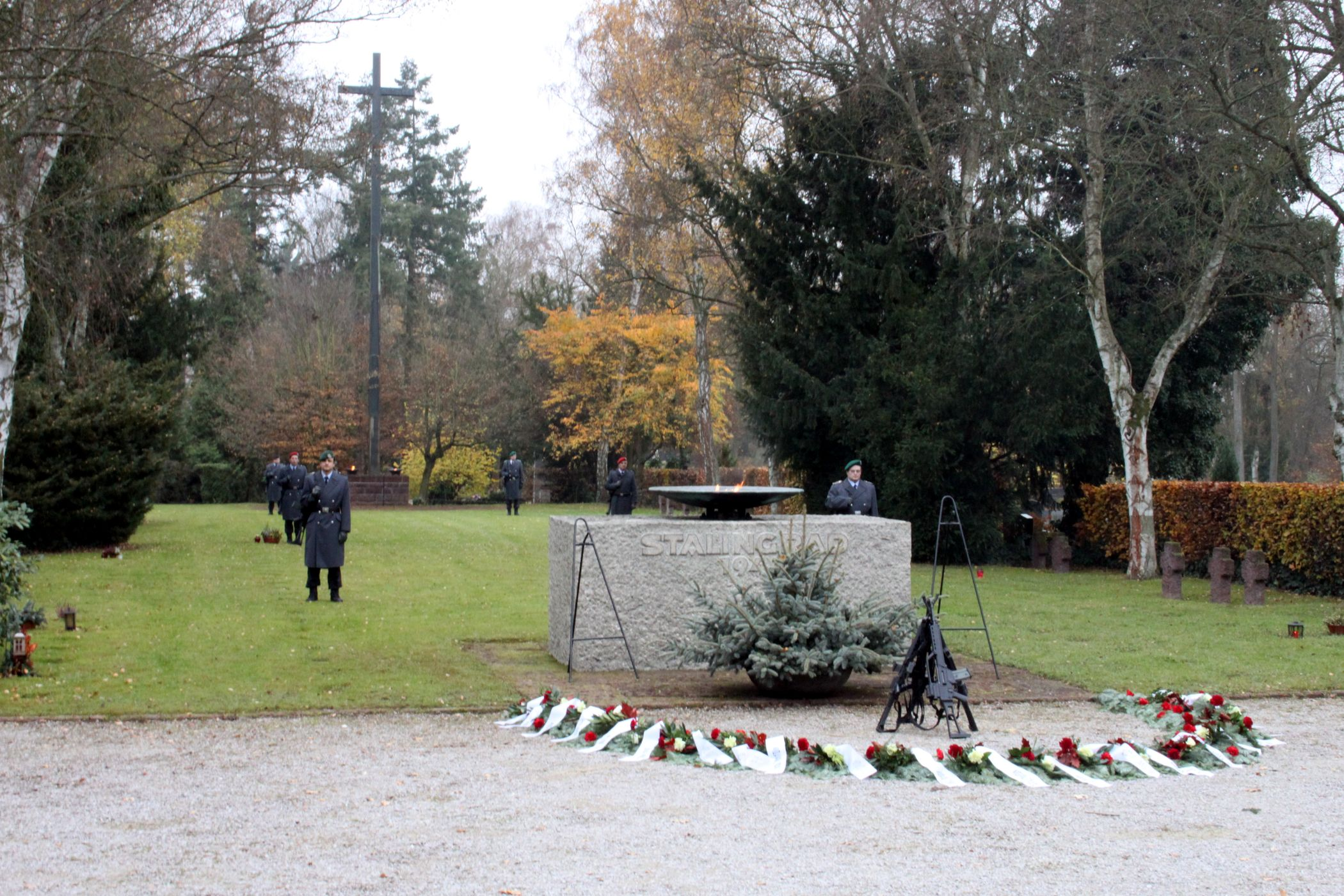
Zentrale Deutsche Gedenkstätte in Limburg

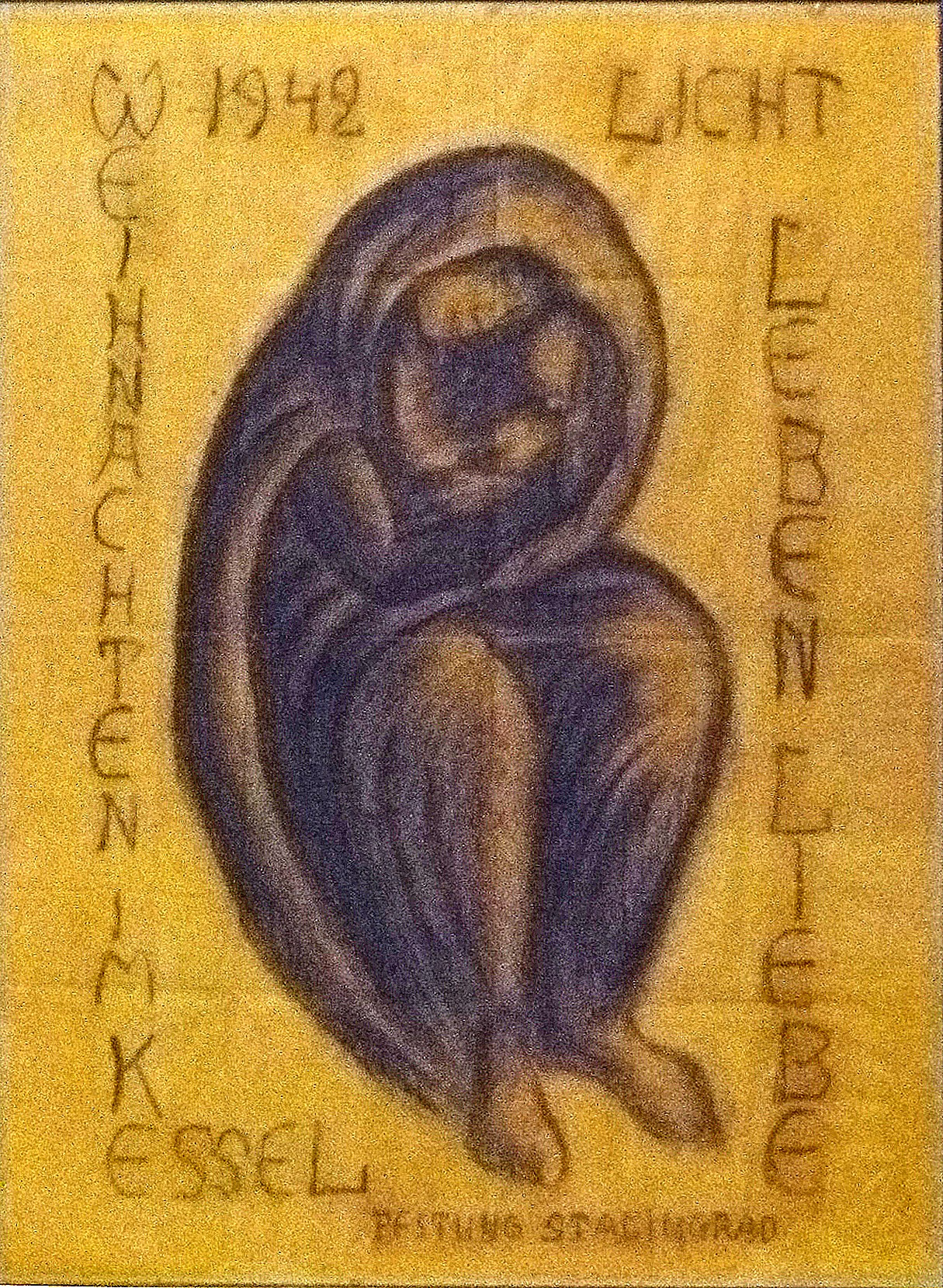
Stalingradmadonna

- Auf dem Hauptfriedhof Limburg an der Lahn wurde am 18. Oktober 1964 das zentrale deutsche Denkmal zum Gedenken an alle in Stalingrad gefallenen und in der anschließenden Gefangenschaft verstorbenen Soldaten eingeweiht. Im Jahr 1988 übernahm die Stadt Limburg die „Stalingradkämpfer-Stiftung“ und sicherte damit die Erhaltung und Pflege der Stalingrad-Gedächtnisstätte auch über das Bestehen des „Bundes ehemaliger Stalingradkämpfer e. V. Deutschland“ hinaus. Der Bund beschloss im Jahr 2004 seine Auflösung.[72]
- Ein Bild bleibt für viele Menschen mit der Schlacht von Stalingrad verbunden: das der Madonna von Stalingrad. Das Weihnachten 1942 von dem evangelischen Pastor, Arzt und Künstler Kurt Reuber in einem Unterstand in Stalingrad mit Kohle auf der Rückseite einer sowjetischen Landkarte gemalte Bild trägt die Umschrift „1942 Weihnachten im Kessel – Festung Stalingrad – Licht, Leben, Liebe“. Während Reuber selbst die Gefangenschaft nicht überlebte, gelangte das Bild mit einem der letzten Flugzeuge in die Hände der Familie, die es auf Anregung von Bundespräsident Karl Carstens 1983 der Kaiser-Wilhelm-Gedächtniskirche in Berlin zur Erinnerung an die Gefallenen und zur Mahnung zum Frieden übergab. In der Kirche (an der Wand hinter den rechten Stuhlreihen) hängt damit ein Marienbild, das zu Gedenken und Gebet anregt. Die Madonna bildet das Motiv im Wappen des Sanitätsregimentes 2 des Sanitätsdienstes der Bundeswehr.

#### Deutsche Demokratische Republik
Die Erinnerungskultur der Stalingrader Schlacht in der DDR räumte der Trauer um das Massensterben keinen Platz ein, sondern sie besaß eine Legitimationsfunktion für die Herrschaft der SED. Der Sieg der Sowjetunion, der nach kommunistischer Lesart ein hegelianischer Moment war, in dem der Weltgeist gewirkt hatte, bewies die Überlegenheit des Sozialismus und bot den idealen Fluchtpunkt einer Perspektive, die das SED-Regime auf die Seite der Sieger schlug. So waren denn auch nicht rassistische Expansion und Vernichtung, sondern die Zerschlagung des Bolschewismus in den Augen der Kommunisten das Kriegsziel des NS-Regimes gewesen. Eine echte Aufarbeitung fand nicht statt, da die SED die Masse der Ostdeutschen als von Hitler verführte „Arbeiterschaft“ exkulpierte und Stalingrad zum Ort und Moment politischer Läuterung von gefangenen Wehrmachtsoldaten wurde, die später Mitglieder in der Arbeitsgemeinschaft ehemaliger Offiziere und der National-Demokratischen Partei Deutschlands wurden.

### Gedenken in Österreich
Jedes Jahr im Februar finden in Österreich in vielen Kirchen Stalingrad-Gedenkmessen statt, die meist vom Österreichischen Kameradschaftsbund oder anderen Traditionsverbänden veranstaltet werden. Weiters sind im Wiener Heeresgeschichtlichen Museum zahlreiche Objekte der Schlacht ausgestellt, u. a. auch Kriegsrelikte wie Stahlhelme, Stiefel und Teile von Ausrüstungsgegenständen, die auf dem Schlachtfeld von Stalingrad geborgen wurden.

### Gedenken in den USA
Im Mai 1944 schickte der amerikanische Präsident Franklin D. Roosevelt eine Ehrenurkunde für die Stadt Stalingrad, in der es hieß, dass die Tapferkeit, Mut und Opferbereitschaft der Verteidiger von Stalingrad für immer die Herzen aller freien Menschen höher schlagen lasse und der Sieg den Wendepunkt im Krieg gegen die Kräfte der Aggression markiere.
Laut Warren F. Kimball erzeugte der sowjetische Sieg in Stalingrad im öffentlichen Bewusstsein der USA Respekt vor den Leistungen der Roten Armee, eine Tatsache die jedoch von Generationen von Amerikanern in der Nachkriegszeit entweder vergessen oder bestritten wurde.

### Gedenken in Großbritannien
Nach Philip M. H. Bell stellte die britische Reaktion auf den sowjetischen Sieg den Höhepunkt einer „Russomanie“ dar, die die britische Öffentlichkeit zwischen Ende 1941 und Anfang 1943 ergriff. So gab es eine ungeheure Begeisterung für die Rote Armee und sogar für Stalin. Die Postzensur stellte fest, dass in fast jedem Brief die Russen gerühmt wurden. Laut dem britischen Inlandsnachrichtendienst war das Wort „Übermenschen“ (supermen) jenes, das die Meinung der Briten über ihre Alliierten am besten charakterisierte. Laut einer Spezialuntersuchung über die Stimmung in Südwestengland im Mai 1942 glaubten die Briten, der gewaltige Kampfgeist der Roten Armee sei auf das politische System der Sowjetunion zurückzuführen.
Das nach Bell keineswegs linksextreme Blatt Der Economist schrieb am 10. Oktober 1942:

„Die Russen glauben, daß sie im Begriffe sind, eine neue und bessere Ordnung aufzubauen [...] Tief in ihrem Herzen lebt die Hoffnung, daß alle ihre Opfer und Leiden nur die notwendigen Übel einer Übergangszeit, nur die Geburtswehen einer neuen Gesellschaft sind. Dies ist der Schlüssel zum Geheimnis der russischen Kampfmoral, die Hitler und seine Verbündeten so sehr verblüfft. Was die Verteidiger von Sevastopol und Stalingrad beseelt hat, ist eine doppelte Hoffnung: für den sozialen Fortschritt zu kämpfen und das Vaterland zu retten.“

Der Daily Telegraph schrieb am 18. Januar 1943:

„Hier, am äußersten Rande Europas, wo es bereits in die asiatischen Wüsten übergeht, haben einige großartige Gardedivisionen und örtliche Milizen, die zum starken , blutenden Herzen von ganz Rußland geworden waren, die europäische Kultur und dadurch vielleicht auch unser England gerettet.“

### Gedenken in Frankreich, Belgien und Niederlande

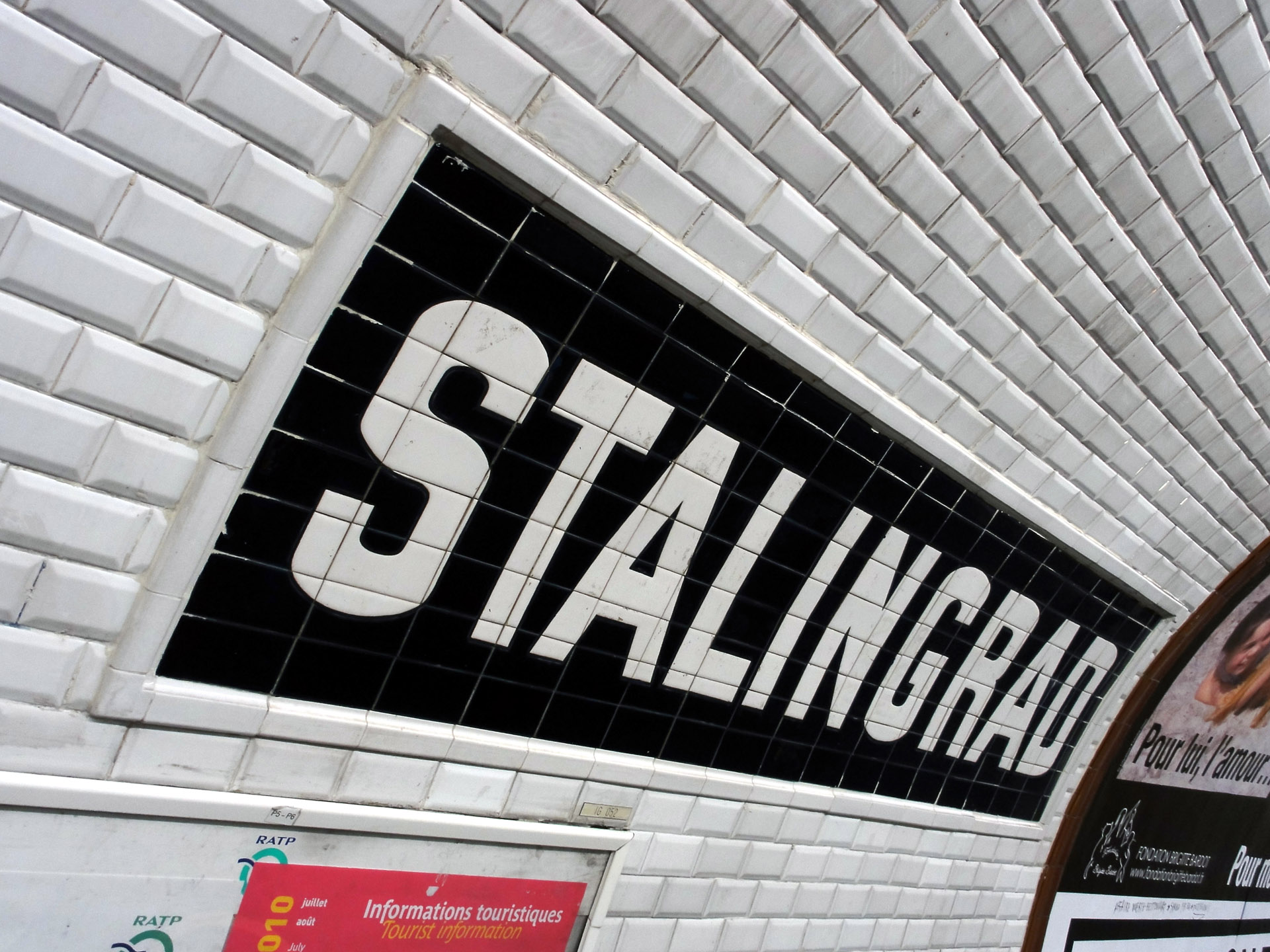
Métro-Station Stalingrad in Paris

Der Sieg war für den Widerstand und insbesondere die kommunistischen Parteien in Frankreich und Belgien von hohem Symbolwert. Charles de Gaulle besuchte schon 1944 Stalingrad. In Belgien, Frankreich und den Niederlanden wurden Straßen, Plätze und Stationen nach Stalingrad und auch zu Ehren Stalins umbenannt. Stalin als Namensgeber verschwand wieder aus dem Straßenbild, nachdem Chruschtschow auf dem 20. Parteitag der KPdSU 1956 dessen Verbrechen offengelegt hatte.

### Gedenken in Italien
In Italien heißen in mehreren Städten Straßen Via Stalingrado.

### Sekundärliteratur
- Antony Beevor: Stalingrad. Orbis-Verlag, Niedernhausen 2002, ISBN 3-572-01312-7.
- Christoph Birnbaum: Es ist wie ein Wunder, dass ich noch lebe. Feldpostbriefe aus Stalingrad, 1942–1943. Edition Lempertz, Königswinter 2012, ISBN 978-3-939284-38-3 (in Zusammenarbeit mit dem Museum für Kommunikation Berlin).
- William E. Craig: Die Schlacht um Stalingrad. Tatsachenbericht. Heyne, München 1991, ISBN 3-453-00787-5.
- Torsten Diedrich: Stalingrad 1942/43. Reclam, Stuttgart 2018, ISBN 978-3-15-011162-8.
- Jens Ebert (Hrsg.): Feldpostbriefe aus Stalingrad. Wallstein-Verlag, Göttingen 2003, ISBN 3-89244-677-6.
- Jürgen Förster (Hrsg.): Stalingrad. Ereignis, Wirkung, Symbol. Piper, München 1992, ISBN 3-492-11618-3.
- Jörg Füllgrabe: „Wir rufen Stalingrad“. Der NS-Mythos vom heroischen Untergang der 6. Armee – Kontinuitäten und Brüche in der deutschen Nachkriegsliteratur. In: Jens Westemeier (Hrsg.): „So war der deutsche Landser…“. Das populäre Bild der Wehrmacht. Ferdinand Schöningh, Paderborn 2019, ISBN 3-506-78770-5, S. 123–138.
- David M. Glantz, Jonathan M. House: The Stalingrad Trilogy. Volume 2: Armageddon in Stalingrad. September–November 1942. University Press of Kansas, Lawrence, KA 2009 (= Modern War Studies), ISBN 978-0-7006-1664-0.
- Jochen Hellbeck: Die Stalingrad-Protokolle. Sowjetische Augenzeugen berichten aus der Schlacht. Übersetzung der Protokolle aus dem Russischen von Christiane Körner und Annelore Nitschke. Fischer Verlag, Frankfurt am Main 2012, ISBN 978-3-10-030213-7.
- Manfred Kehrig: Stalingrad. Analyse und Dokumentation einer Schlacht. DVA, Stuttgart 1979, ISBN 3-421-01653-4.
- Walter Kerr: Das Geheimnis Stalingrad. Hintergründe einer Entscheidungsschlacht. Econ, Düsseldorf/Wien 1977, ISBN 3-430-15376-X.
- Nikolai Krylow: Stalingradskij Rubez Stalingrad-Die entscheidende Schlacht des Zweiten Weltkrieges. Pahl-Rugenstein, Köln 1981, ISBN 3-7609-0624-9.
- Michael Kumpfmüller: Die Schlacht von Stalingrad. Metamorphosen eines deutschen Mythos. Wilhelm Fink Verlag, München 1995, ISBN 3-7705-3078-0.
- Kurt Pätzold: Stalingrad und kein Zurück. Wahn und Wirklichkeit. Militzke Verlag, Leipzig 2002, ISBN 3-86189-275-8.
- J. Piekalkiewicz:  Stalingrad. München 1977.
- Carl Schüddekopf: Im Kessel. Erzählen von Stalingrad. 3. Auflage. Piper, München 2004, ISBN 3-492-24032-1.
- Matthias Schwartz: Die Schlacht um Stalingrad. Landeszentrale für politische Bildung Thüringen: Erfurt 2021, ISBN 978-3-948643-29-4.
- Wassili Iwanowitsch Tschuikow: Die Schlacht des Jahrhunderts. Militärverlag der DDR, Berlin 1988, ISBN 3-327-00637-7.
- Franz Uhle-Wettler: Stalingrad und Kaukasus 1942/43. In: Uhle-Wettler: Höhe- und Wendepunkte deutscher Militärgeschichte. Ludwigsburg 1984, S. 305–346 (Darstellung der Entwicklung und Hintergründe).
- Bernd Ulrich: Stalingrad. Beck, München 2005, ISBN 3-406-50868-5.
- Wolfram Wette, Gerd R. Ueberschär (Hrsg.): Stalingrad. Mythos und Wirklichkeit einer Schlacht. Fischer, Frankfurt am Main 2012, ISBN 978-3-596-19511-4.

### Belletristik
- Wilhelm Adam: Der schwere Entschluss, Verlag der Nation, Berlin, 6. Auflage 1965.
- Heinrich Gerlach: Die verratene Armee. Der Stalingrad-Roman. Bechtermünz-Verlag, Augsburg 2000, ISBN 3-8289-6633-0.
- Wassili Grossman: Wende an der Wolga. Dietz Verlag, Berlin 1958.
- Wassili Grossman: Leben und Schicksal. Roman (russ. Жизнь и судьба, 1959). Claassen Verlag, Berlin 2007, ISBN 978-3-546-00415-2.
- Wassili Grossman: Stalingrad. Roman. Claassen Verlag, Berlin 2021, ISBN 978-3-546-10013-7.
- Walter Kempowski: Das Echolot. Ein kollektives Tagebuch. Januar und Februar 1943. 4 Bände. Knaus, München 1993, ISBN 3-8135-2099-4.
- Alexander Kluge: Schlachtbeschreibung. Walter, Olten/Freiburg im Breisgau 1964. Andere Auflage: Suhrkamp, Frankfurt am Main 1997, ISBN 3-518-11193-0.
- Walter Naumann: Stalingrad muß gehalten werden… Ein Roman, entstanden in der Kriegsgefangenschaft im Ural. Hrsg. von Eva Krack, Günter Leikauf, Carla Raschke. Erschienen in „Erzählen ist Erinnern“, Schriftenreihe des Volksbundes Deutsche Kriegsgräberfürsorge e. V. Band 113. Kassel 2013, ISBN 978-3-936592-34-4.
- Wiktor Nekrassow: Stalingrad. 3. Auflage. Aufbau-Taschenbuchverlag, Berlin 2003, ISBN 3-7466-1842-8.
- Theodor Plievier: Stalingrad. Parkland-Verlag, Köln 2003, ISBN 3-89340-074-5.
- Luitpold Steidle: Entscheidung an der Wolga, Union Verlag, Berlin 1969.
- Fritz Wöss: Hunde, wollt ihr ewig leben Belle Époque Verlag, Tübingen 2017, ISBN 978-3-945796-82-5. (Erstveröffentlichung Herbst 1957; 1959 verfilmt)
- Konstantin Simonow: Tage und Nächte. Verlag Volk und Welt, Berlin 1948 (deutschsprachige Ausgabe), L.N. 302, 410/179/81 ´, 6. Auflage 1981

## Filme über die Schlacht von Stalingrad
Dokumentarfilme
- 1949 Die Schlacht um Stalingrad, UdSSR (Mosfilm)[82]
- 1972 Dokumentarfilm Lettres de Stalingrad von Jacqueline Veuve
- 2002 Dokumentarfilm Stalingrad des RBB von Regisseur Christian Klemke und Co-Autor Jan N. Lorenzen
- 2006 Dokumentarfilm Stalingrad von Sebastian Dehnhardt unter Leitung von Guido Knopp
- 2006 Dokumentarfilm Die Schlacht um Stalingrad. Großbritannien 2006, deutsche Synchronisation im Auftrag von N 24 im Jahr 2010. Gezeigt in N 24 am 29. Dezember 2014, 22:05 – 23:05 Uhr. (Ablauf vom September 1942 bis Januar 1943, Scharfschützen, Häuserkampf, Ausweichen in Kanalisation, sowjetische Gegenoffensive, Kessel, sowjetischer Durchbruch am Don)

Filmische Umsetzung

Die Schlacht um Stalingrad wurde in mehreren Filmen – teilweise propagandistisch – umgesetzt. Um Objektivität bemühte Filme, die sich mit der Grausamkeit des Krieges allgemein befassen, sind:
- 1958 Hunde, wollt ihr ewig leben? – Regie: Frank Wisbar
- 1963 Stalingrad, Fernsehfilm – Regie: Gustav Burmester, mit Wolfgang Büttner, Hanns Lothar[83]
- 1967 Man wird nicht als Soldat geboren – Regie: Alexander Stolper
- 1969 Briefe aus Stalingrad – Regie: Gilles Katz
- 1993 Stalingrad – Regie: Joseph Vilsmaier
- 2001 Duell – Enemy at the Gates – Regie: Jean-Jacques Annaud
- 2008 Appassionata – Regie: Mirko Echghi-Ghamsari
- 2013 Stalingrad – Regie: Fjodor Bondartschuk

Zeitzeugen im Film
- 2008 Stalingrad – Wolgograd. Begegnungen in der Schicksalsstadt. Reportage. Hanse TV im Auftrag von NDR und rbb. Wiederholung gezeigt in BR-alpha am 3. Februar 2010, 19:30 bis 20:15. (Zeitzeuge Horst Zank, der in sowjetische Kriegsgefangenschaft kam und überlebte, besucht seine alten Stellungen an Don und Wolga, die sowjetischen Kriegsdenkmäler, die deutsch-russische Kriegsgräberstätte Rossoschka und tauscht sich mit russischen Veteranen und der russischen Bevölkerung aus über den Frieden als Lehre aus der Vergangenheit.)
- Stille Nacht in Stalingrad. In: ZDFzeit. Gezeigt im ZDF-Fernsehen am 11. Dezember 2012, von 20:15 bis 21:00 Uhr. (Ablauf der Ereignisse, Russische und deutsche Zeitzeugen, Stalingradmadonna, betroffene Familienangehörige. Teilweise filmische Rekonstruktionen.)